# مواصلات عمومية
المواصلات العمومية مصطلح يطلق على كل أنظمة المواصلات التي تستخدم لنقل العامة، والتي عادة تقتصي أجورا. تشمل المواصلات العمومية خدمات القطارات والحافلات، إلا أنها تتسع أيضا لتشمل خطوط الطيران والعبارات وسيارات الأجرة وهي أنظمة عبارات عن شبكات تواصل يتم التنقل من خلالها فرديا أو جماعيا وهي تصنف ضمن الخدمات ليتم من خلالها تسهيل تنقل الاشخاص عبرها فهي عبارة عن وسيط حيوي يقاس عليها تقدم أيضا تقدم المدن من نسبة توفر المواصلات فيها واوقات توفرها.
النقل العام (المعروف أيضًا باسم النقل العام، أو النقل العام، أو النقل الجماعي، أو ببساطة النقل) هو نظام نقل للركاب بواسطة أنظمة سفر جماعية متاحة للاستخدام من قبل عامة الناس على عكس وسائل النقل الخاصة، والتي تُدار عادةً وفقًا لجدول زمني، ويتم تشغيلها على أساس ثابت المسارات والتي تتقاضى رسومًا معلنة لكل رحلة. لا يوجد تعريف صارم. تحدد Encyclopædia Britannica أن النقل العام يقع داخل المناطق الحضرية،  وغالبًا ما لا يتم التفكير في السفر الجوي عند مناقشة النقل العام - تستخدم القواميس عبارات مثل «الحافلات والقطارات وما إلى ذلك»، وقائمة إرشادات مرض فيروس كورونا 2019 التابعة لحكومة المملكة المتحدة للمشغلين مع لم يذكر السفر الجوي.
تشمل أمثلة وسائل النقل العام حافلات المدينة وحافلات الترولي والترام (أو السكك الحديدية الخفيفة) وقطارات الركاب والنقل السريع (المترو / مترو الأنفاق / الأنفاق، إلخ) والعبّارات. تهيمن شركات الطيران والمدربين والسكك الحديدية بين المدن على النقل العام بين المدن. يجري تطوير شبكات السكك الحديدية عالية السرعة في أجزاء كثيرة من العالم.
تعمل معظم أنظمة النقل العام على طول طرق ثابتة مع نقاط انطلاق / نزول محددة إلى جدول زمني مُعد مسبقًا، مع تشغيل الخدمات الأكثر شيوعًا لتحقيق تقدم (على سبيل المثال: «كل 15 دقيقة» بدلاً من الجدولة في أي وقت محدد من اليوم). ومع ذلك، فإن معظم رحلات النقل العام تشمل وسائل أخرى للسفر، مثل الركاب الذين يمشون أو يلحقون بخدمات الحافلات للوصول إلى محطات القطار. تقدم سيارات الأجرة المشتركة خدمات عند الطلب في أجزاء كثيرة من العالم، والتي قد تتنافس مع خطوط النقل العام الثابتة، أو تكملها، عن طريق نقل الركاب إلى التقاطعات. يُستخدم باراترانزيت أحيانًا في المناطق ذات الطلب المنخفض وللأشخاص الذين يحتاجون إلى خدمة من الباب إلى الباب.
يختلف النقل العام في المناطق الحضرية بشكل واضح بين آسيا وأمريكا الشمالية وأوروبا. في آسيا ، تعمل مجموعات النقل الجماعي والعقارات التي يحركها الربح والمملوكة للقطاع الخاص والمتداولة علنًا في الغالب على أنظمة النقل العام. في أمريكا الشمالية، تدير سلطات النقل البلدية بشكل شائع عمليات النقل الجماعي. في أوروبا، تقوم كل من الشركات المملوكة للدولة والشركات الخاصة في الغالب بتشغيل أنظمة النقل الجماعي. خدمات النقل العام يمكن أن يكون عن طريق استخدام الدفع كل البعد يحركها الربح فارس أو بتمويل من الإعانات الحكومية التي تحمل فارس بسعر موحد لكل الركاب. يمكن أن تكون الخدمات مربحة بالكامل من خلال ارتفاع أعداد المستخدمين ومعدلات استرداد عالية لصناديق الأجرة أو يمكن تنظيمها وربما دعمها من عائدات الضرائب المحلية أو الوطنية. تعمل الخدمات المجانية المدعومة بالكامل في بعض البلدات والمدن.
لأسباب جغرافية وتاريخية واقتصادية، توجد اختلافات دولية فيما يتعلق باستخدام ومدى وسائل النقل العام. في حين تميل البلدان في العالم القديم إلى امتلاك أنظمة واسعة ومتكررة تخدم مدنها القديمة والمكثفة، فإن العديد من مدن العالم الجديد لديها المزيد من الامتداد وأقل بكثير من وسائل النقل العام. الرابطة الدولية للنقل العام (UITP) هي الشبكة الدولية لسلطات ومشغلي النقل العام وصناع القرار السياسي والمعاهد العلمية وصناعة الخدمات والإمداد بالنقل العام. لديها 3400 عضو من 92 دولة من جميع أنحاء العالم.

## تاريخ

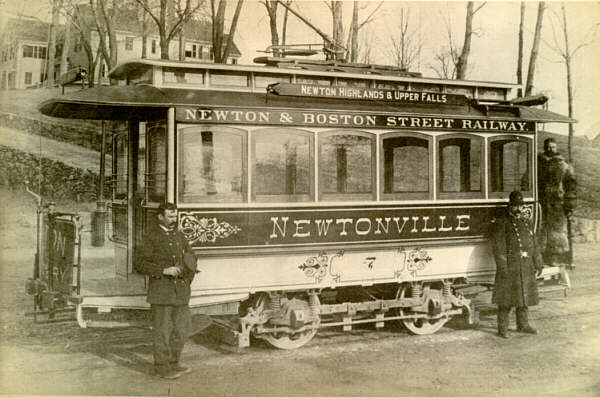
سيارة ترولي مبكرة في نيوتن ، ماساتشوستس

تعتبر وسائل النقل المصممة للتأجير العام قديمة قدم العبّارات الأولى ، وكان النقل المائي أقدم وسائل النقل العام: على الأرض سار الناس (أحيانًا في مجموعات وفي رحلات الحج، كما هو مذكور في مصادر مثل الكتاب المقدس وحكايات كانتربري) أو (في الأقل في أوراسيا وأفريقيا) النقل بالحيوان. تظهر العبّارات في الأساطير اليونانية دفنت الجثث في اليونان القديمة بعملة معدنية تحت لسانها لدفع المال لراكب العبّارة شارون لنقلها إلى هاديس.
تشمل بعض الأشكال التاريخية لوسائل النقل العام الحافلة، والسفر في طريق ثابت بين نزل التدريب، والقارب الذي تجره الخيول والذي يحمل ركابًا يدفعون رسومًا، والتي كانت سمة من سمات القنوات الأوروبية من أصولها في القرن السابع عشر. تعود القناة نفسها كشكل من أشكال البنية التحتية إلى العصور القديمة استخدم المصريون القدماء بالتأكيد قناة لنقل البضائع لتجاوز شلال المياه الأبيض في أسوان كما بنى الصينيون أيضًا قنوات لنقل المياه منذ فترة الدول المتحاربة  التي بدأت في القرن الخامس قبل الميلاد. لا يزال من غير المعروف ما إذا كانت هذه القنوات قد تم استخدامها للتأجير من قبل وسائل النقل العام؛ القناة الكبرى في الصين (التي بدأت عام 486 قبل الميلاد) خدمت بشكل أساسي لشحن الحبوب.
الحافلات، وهو أول نظام نقل عام منظم داخل مدينة، قد نشأ في باريس، فرنسا، في عام 1662،  على الرغم من أن الخدمة المعنية، Carrosses à cinq sols، قد فشلت بعد أشهر قليلة من فشل مؤسسها، بليز باسكال، توفي في أغسطس 1662؛ من المعروف أن الحافلات الشاملة ظهرت بعد ذلك في مدينة نانت بفرنسا عام 1826. تم تقديم الجامع إلى لندن في يوليو 1829.
تم افتتاح أول سكة حديدية تجرها الخيول للركاب في عام 1806 وسارت بين سوانزي وممبلز في جنوب غرب ويلز في المملكة المتحدة. في عام 1825، بنى جورج ستيفنسون الحركة رقم 1 لسكة حديد ستوكتون ودارلينجتون في شمال شرق إنجلترا، وهو أول خط سكة حديد بخاري عام في العالم.

## أنواع
- المصعد الجوي
  - الترام الجوي
    - المرح

  - التلفريك
    - تلفريك قابل للفصل

  - Funitel
  - رفع الجندول
- النقل البحرى
  - العبارة
    - عبّارة كابل  [لغات أخرى]‏
      - عبارة رد فعل  [لغات أخرى]‏

  - التاكسي المائي
- النقل البري
  - النقل العام الشخصي  [لغات أخرى]‏
    - نظام مشاركة الدراجات
    - مشاركة السيارة  [لغات أخرى]‏
    - النقل الشخصي السريع  [لغات أخرى]‏

  - النقل بالسكك الحديدية
    - السكك الحديدية بين المدن
      - قطار فائق السرعة
        - ماجليف

    - النقل الحضري بالسكك الحديدية
      - وصلة قطار المطار  [لغات أخرى]‏
      - سكة حديد الغلاف الجوي  [لغات أخرى]‏
      - عبور التوجيه الآلي  [لغات أخرى]‏
      - عربة قطار
      - سكة الحديد المعلقة  [لغات أخرى]‏
      - ركاب السكك الحديدية
      - سكة حديد مرتفعة
      - حبلي
        - المصعد المائل

      - السكك الحديدية الخفيفة
      - نظام السكك الحديدية متوسطة السعة  [لغات أخرى]‏
      - سكة حديد أحادية
        - سيارة منحدر  [لغات أخرى]‏
        - السكك الحديدية المعلقة  [لغات أخرى]‏

      - الناس المحرك  [لغات أخرى]‏
      - نظام كهربة السكك الحديدية
      - انتقال سريع
        - مترو بإطارات مطاطية  [لغات أخرى]‏

      - نوع من القطارات
        - ترام تراثي  [لغات أخرى]‏
        - قطار الترام  [لغات أخرى]‏

  - النقل على الطرق
    - خدمة حافلات النقل العام  [لغات أخرى]‏
      - حافلة ترانزيت
        - حافلة مفصلية
          - حافلة مفصلية ثنائية  [لغات أخرى]‏
          - حافلة مقطورة
            - قطار غير مطروق
              - النقل السريع بالسكك الحديدية المستقلة  [لغات أخرى]‏

        - حافلة جامدة
          - حافلة المطار
          - خط باص سريع
          - الحافلة ذات الطابقين
          - خدمة الحافلات السريعة  [لغات أخرى]‏
          - الحافلة الموجهة  [لغات أخرى]‏
            - عربات الترام ذات الإطارات المطاطية

          - طابق مرتفع  [لغات أخرى]‏
          - حافلة منخفضة الأرضية
          - ميديبوس
          - حافلة ذات طابق واحد
          - عربة سياحية  [لغات أخرى]‏
          - تروليبوس

      - خدمة الحافلات بين المدن
        - مدرب رياضي

      - ميني باص
        - Paratransit

    - سيارة اجرة
      - عربة هاكني
      - مشاركة سيارة أجرة

## مقارنة الأوضاع

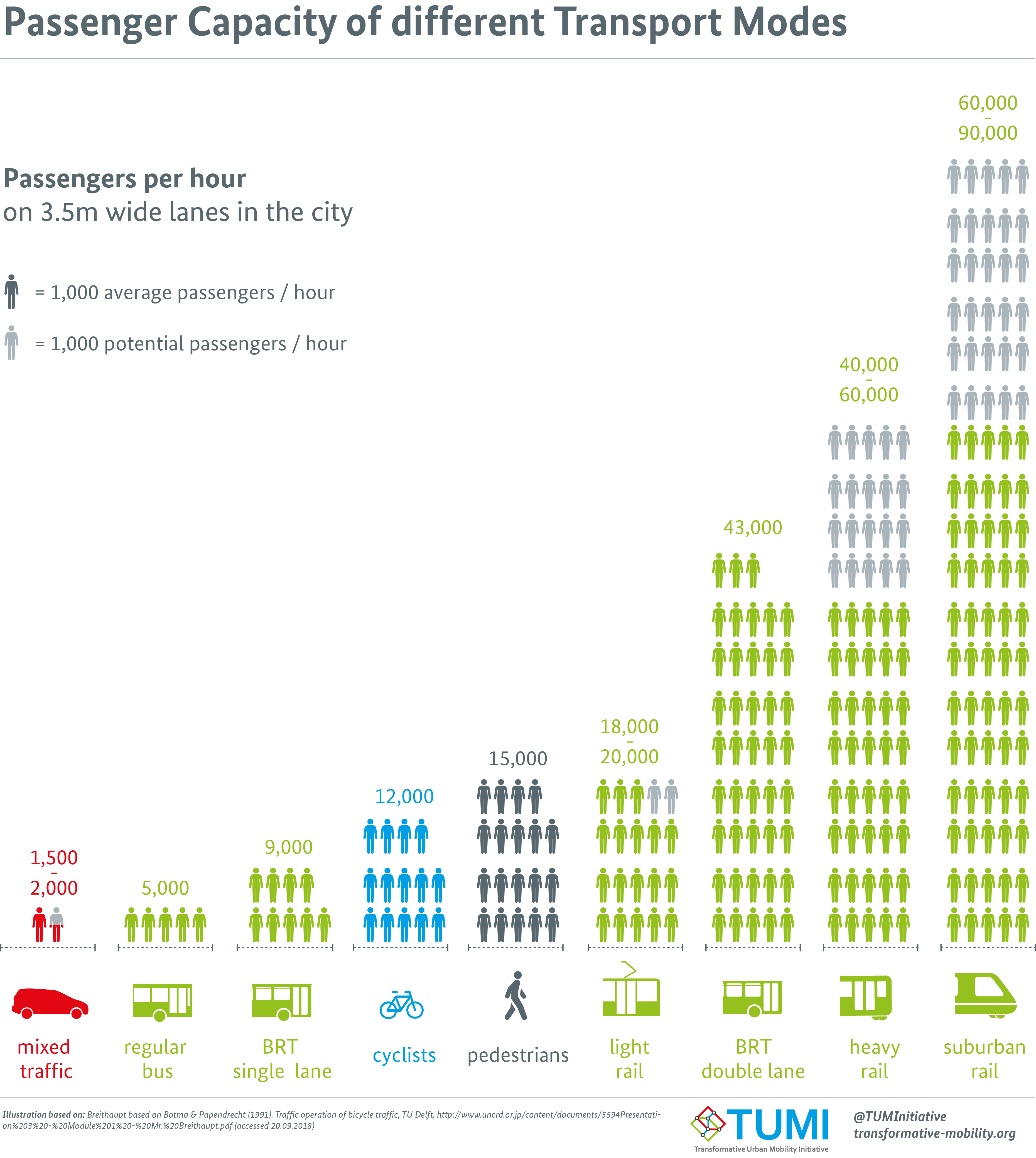
سعة الركاب في أوضاع النقل المختلفة

سبعة معايير تقيس قابلية استخدام أنواع مختلفة من وسائل النقل العام وجاذبيتها العامة. المعايير هي السرعة والراحة والأمان والتكلفة والقرب وحسن التوقيت والمباشرة. يتم احتساب السرعة من إجمالي وقت الرحلة بما في ذلك عمليات النقل. يعني القرب المسافة التي يجب أن يسيرها الركاب أو يسافرون بها قبل أن يتمكنوا من بدء مرحلة النقل العام في رحلتهم ومدى قربهم من وجهتهم المرجوة. حسن التوقيت هو المدة التي يجب أن ينتظروا فيها السيارة. يسجل الاتجاه المباشر مدى انحراف الرحلة باستخدام وسائل النقل العام عن المسار.
عند الاختيار بين وسائط النقل المتنافسة، يكون الدافع القوي للعديد من الأفراد هو التكلفة المباشرة (أجرة السفر / سعر التذكرة بالنسبة لهم) والراحة، فضلاً عن إعلامهم بالعادة. قد يقبل نفس الشخص الوقت الضائع والمخاطر الأعلى إحصائيًا للحوادث في النقل الخاص، بالإضافة إلى التكاليف الأولية والتشغيل وتكاليف وقوف السيارات. قد يؤدي فقدان السيطرة، والتضييق المكاني، والاكتظاظ، والسرعات / التسارع العالية، والارتفاع وأنواع الرهاب الأخرى إلى تثبيط استخدام وسائل النقل العام.
يصبح وقت السفر الفعلي في وسائل النقل العام أقل اعتبارًا عندما يكون متوقعًا وعندما يكون السفر نفسه مريحًا بشكل معقول (المقاعد، والمراحيض، والخدمات)، وبالتالي يمكن جدولة واستخدامه بشكل ممتع أو منتج أو للراحة (بين عشية وضحاها). يتمتع العديد من الأشخاص بالحركة التي يقودها السائق عندما تكون مريحة وآمنة ولكنها ليست رتيبة للغاية. الانتظار والتبادل والتوقف والتوقف، على سبيل المثال بسبب حركة المرور أو للأمن، كلها أمور مزعجة. اضطراب الرحلات الجوية الطويلة (Jet Lag) هو قيد بشري يثني عن التنقل السريع المتكرر لمسافات طويلة بين الشرق والغرب، ويفضل تقنيات الاتصالات السلكية واللاسلكية الحديثة وتقنيات الواقع الافتراضي.

## نقل جوي
تقدم شركة طيران خدمة مجدولة بالطائرات بين المطارات. يتمتع السفر الجوي بسرعات عالية، ولكنه يتطلب فترات انتظار طويلة قبل السفر وبعده، وبالتالي غالبًا ما يكون ذلك ممكنًا فقط عبر مسافات أطول أو في المناطق التي يؤدي فيها الافتقار إلى البنية التحتية الأرضية إلى جعل وسائل النقل الأخرى مستحيلة. تعمل خطوط بوش الجوية بشكل مشابه أكثر لمحطات الحافلات. طائرة تنتظر الركاب وتقلع عندما تمتلئ الطائرة.

## حافلات

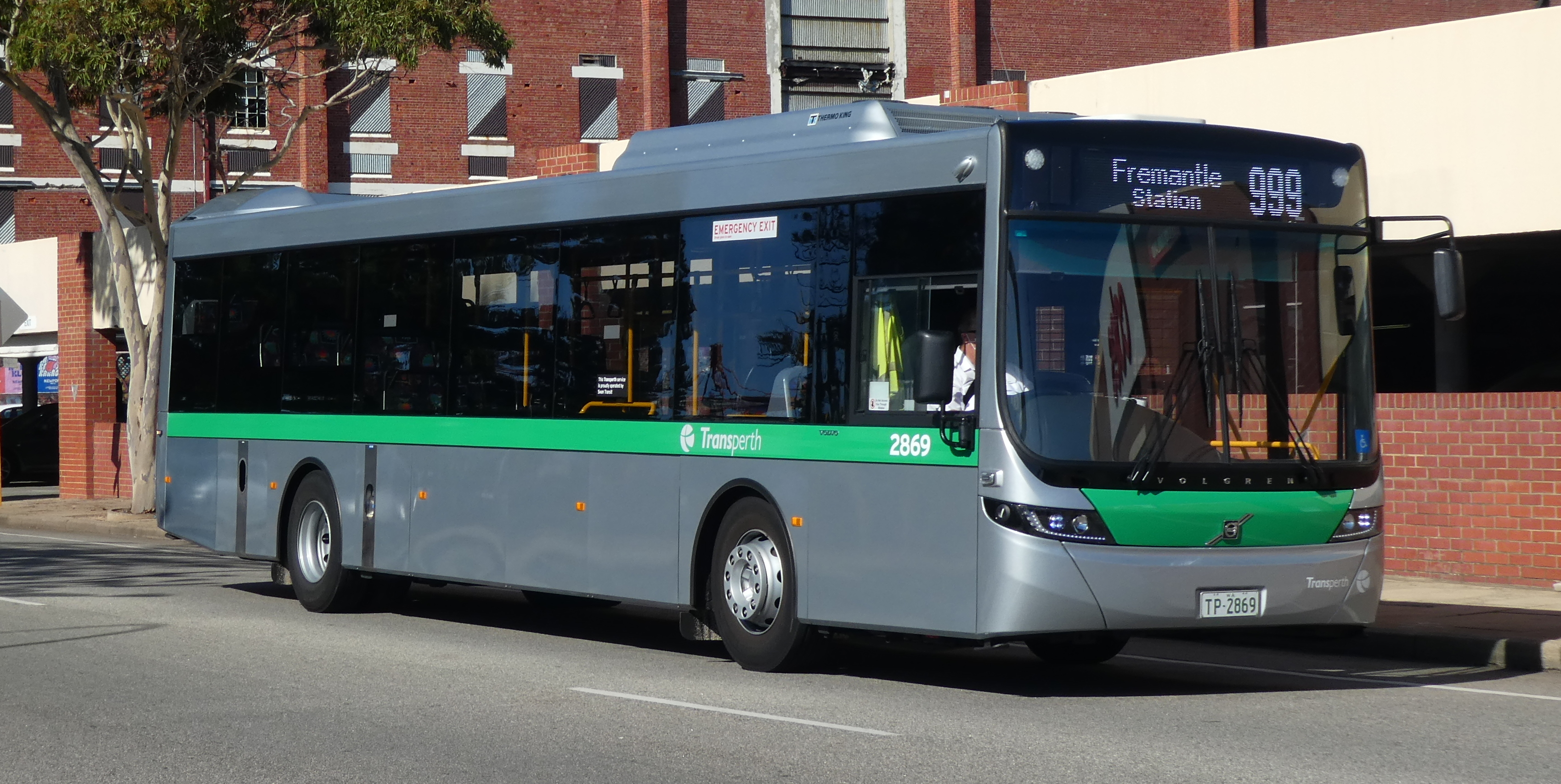
حافلة ترانسبيرث تعمل في بيرث ، أستراليا الغربية

تستخدم خدمات الحافلات على الطرق التقليدية لنقل العديد من الركاب في رحلات أقصر. تعمل الحافلات بسعة منخفضة (مقارنة بالترام أو القطارات)، ويمكن أن تعمل على الطرق التقليدية، مع محطات حافلات غير مكلفة نسبيًا لخدمة الركاب. لذلك، تُستخدم الحافلات بشكل شائع في المدن والبلدات والمناطق الريفية الأصغر، وللخدمات المكوكية التي تكمل وسائل النقل الأخرى في المدن الكبيرة.
النقل السريع بالحافلات هو مصطلح غامض يستخدم للحافلات التي تعمل على يمين الطريق المخصص، مثل السكك الحديدية الخفيفة.
خدمات مدرب تستخدم المدربين (الحافلات لمسافات طويلة) لنقل الضاحية إلى CBD أو لفترة أطول مسافات. عادة ما تكون السيارات مجهزة بمقاعد أكثر راحة، وحجرة أمتعة منفصلة، وفيديو وربما أيضًا مرحاض. لديهم معايير أعلى من حافلات المدينة، ولكن نمط توقف محدود.

### الحافلات الكهربائية

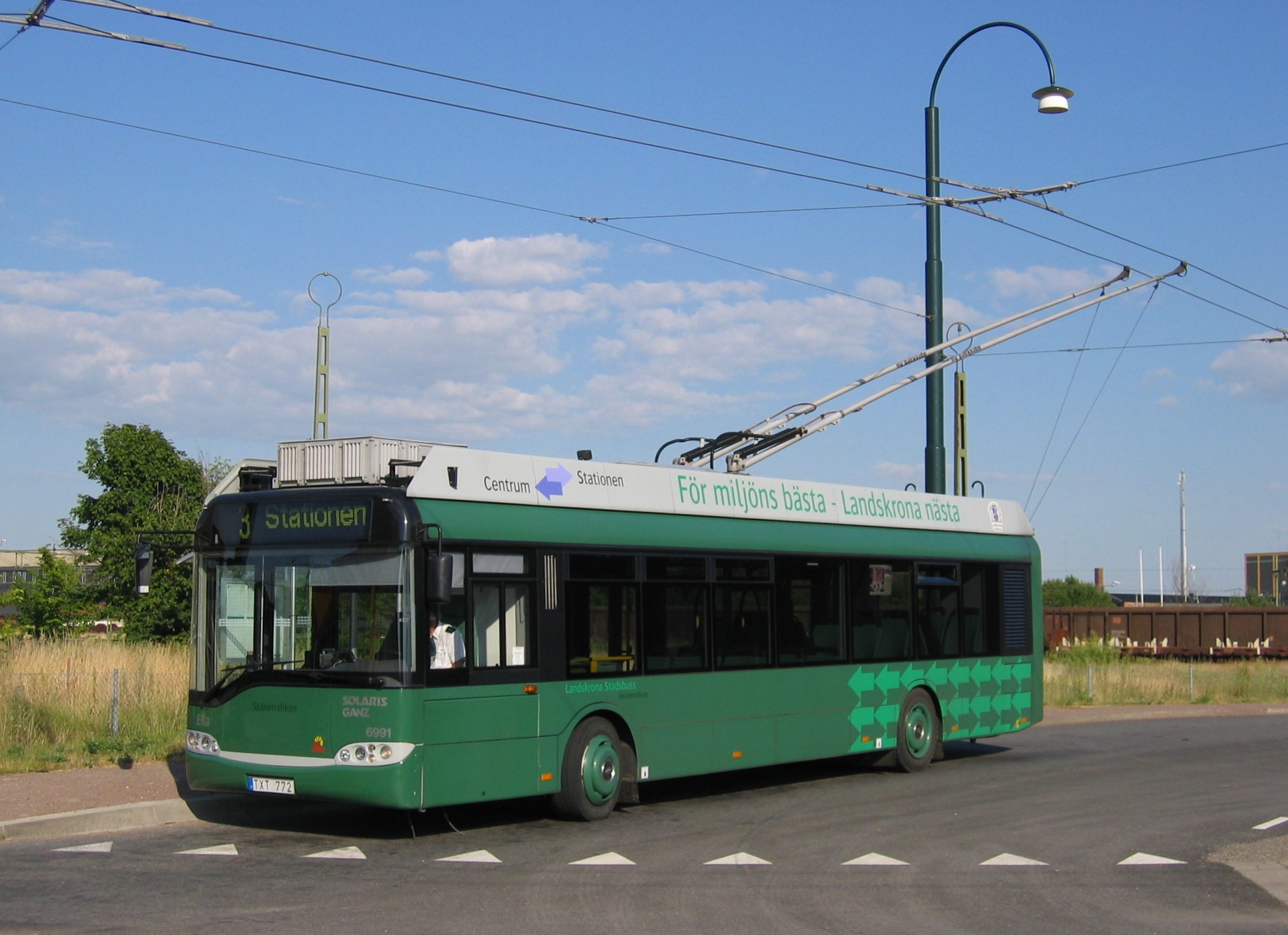
ترولي باص

حافلات ترولي باص هي حافلات تعمل بالكهرباء تستقبل الطاقة من خطوط الطاقة العلوية عن طريق مجموعة من أعمدة الترولي للتنقل. المركبات الكهربائية على الإنترنت عبارة عن حافلات تعمل ببطارية تقليدية، ولكن يتم إعادة شحنها بشكل متكرر في نقاط معينة عبر أسلاك تحت الأرض.
أنواع معينة من الحافلات، المصممة على طراز الترام القديم، تسمى أيضًا عربات بدون مسار، ولكنها مبنية على نفس المنصات مثل ديزل نموذجي، أو غاز طبيعي مضغوط، أو حافلة هجينة؛ غالبًا ما تستخدم هذه في الرحلات السياحية أكثر من التنقل وتميل إلى أن تكون مملوكة ملكية خاصة.

### القطار
نقل الركاب بالسكك الحديدية هو نقل الركاب عن طريق المركبات ذات العجلات المصممة خصيصًا للتشغيل على السكك الحديدية. تسمح القطارات بسعة عالية على مسافات قصيرة أو طويلة، ولكنها تتطلب إنشاء وصيانة مسارات وإشارات وبنية تحتيةومحطات.

#### بين المدن والسكك الحديدية عالية السرعة

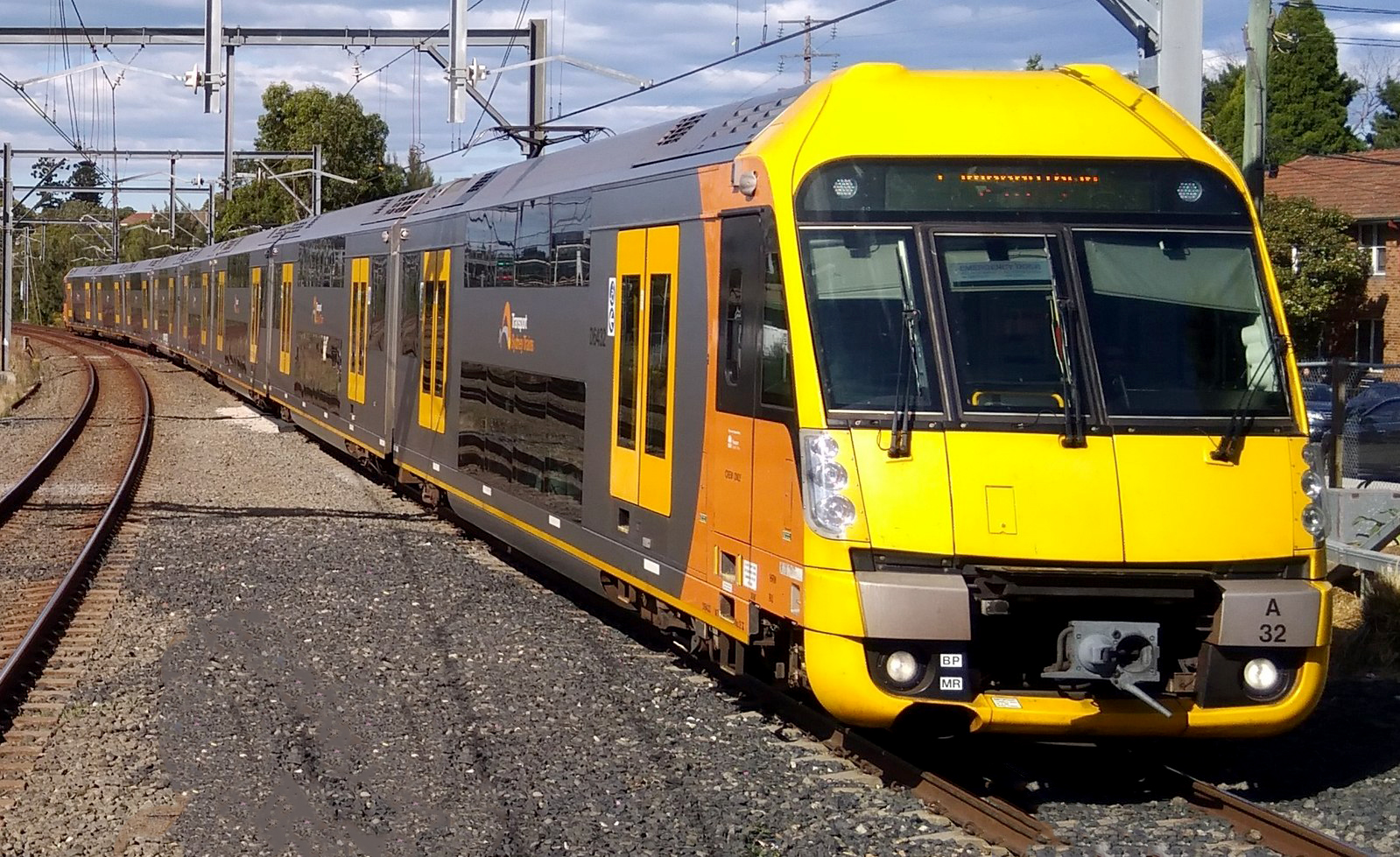
مجموعة قطارات سيدني A مجموعة تصل إلى فليمنجتون ، نيو ساوث ويلز

السكك الحديدية بين المدن هي خدمات مسافات طويلة للركاب تربط مناطق حضرية متعددة. لديهم عدد قليل من نقاط التوقف، ويهدف إلى سرعات متوسطة إلى عالية، وعادة ما يتوقفون فقط عن التوقفات القليلة في كل مدينة. قد تكون هذه الخدمات أيضًا دولية.
السكك الحديدية عالية السرعة هي قطارات ركاب تعمل بشكل أسرع بكثير من السكك الحديدية التقليدية تُعرف عادةً على أنها 200 كيلومتر في الساعة (120 ميل/س). تم بناء الأنظمة الأكثر شيوعًا في أوروبا وشرق آسيا، وبالمقارنة مع السفر الجوي، فإنها توفر رحلات بالسكك الحديدية لمسافات طويلة بنفس سرعة الخدمات الجوية، ولديها أسعار أقل للمنافسة بشكل أكثر فعالية واستخدام الكهرباء بدلاً من الاحتراق.

#### النقل الحضري بالسكك الحديدية
النقل بالسكك الحديدية في المناطق الحضرية هو مصطلح شامل لأنواع مختلفة من أنظمة السكك الحديدية المحلية، مثل الترام، والسكك الحديدية الخفيفة، والعبور السريع، وناقلو الأشخاص، والسكك الحديدية للركاب، والسكك الحديدية الأحادية، والسكك الحديدية المعلقة، والسكك الحديدية المعلقة.

##### قطار الضواحي

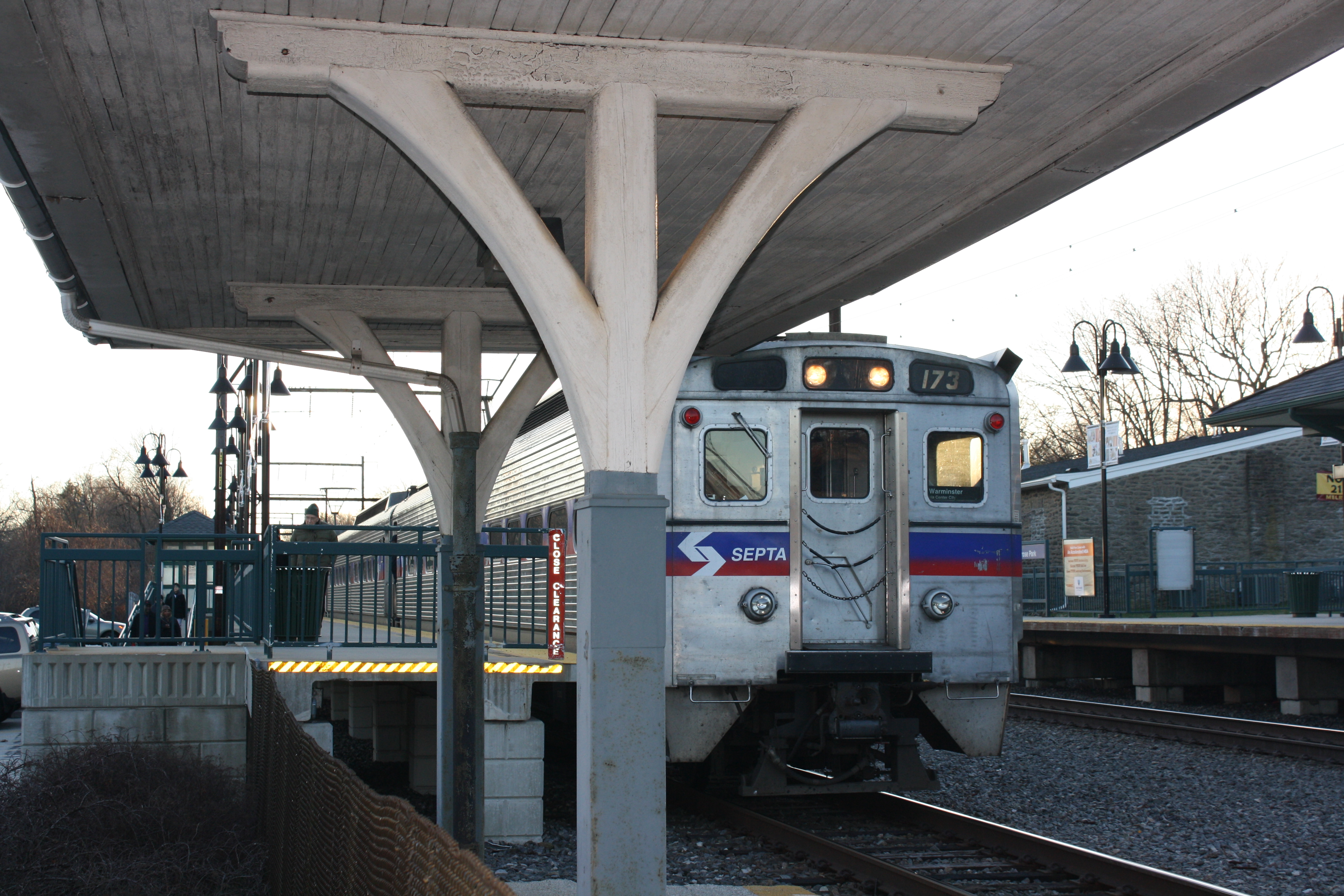
قطار SEPTA الإقليمي للسكك الحديدية في شلتنهام ، بنسلفانيا ، شكل من أشكال السكك الحديدية للركاب

قطار الضواحي هي جزء من النقل العام في منطقة حضرية؛ يوفر خدمات أسرع للضواحي الخارجية والبلدات والقرى المجاورة. تتوقف القطارات في المحطات التي تقع لخدمة الضواحي الأصغر أو وسط المدينة. غالبًا ما يتم دمج المحطات مع أنظمة الحافلات أو مواقف السيارات والركوب. قد يصل التردد إلى عدة مرات في الساعة، وقد تكون أنظمة السكك الحديدية للركاب إما جزءًا من السكك الحديدية الوطنية أو يتم تشغيلها بواسطة وكالات النقل المحلية.

##### انتقال سريع
يعمل نظام السكك الحديدية العابر السريع (ويسمى أيضًا مترو، أو تحت الأرض، أو مترو أنفاق) في منطقة حضرية ذات سعة وتردد عاليين، وفصل التدرج عن حركة المرور الأخرى.
الأنظمة قادرة على نقل أعداد كبيرة من الناس بسرعة عبر مسافات قصيرة مع استخدام قليل للأرض. تشمل الاختلافات في النقل السريع شركات نقل الأشخاص، والمترو الخفيف صغير الحجم، والسكك الحديدية الهجين للركاب أس-باهن (قطار) أكثر من 160 مدينة لديها أنظمة نقل سريع، يبلغ مجموعها أكثر من المسار و7000 محطة. خمس وعشرون مدينة لديها أنظمة قيد الإنشاء.

#### الترام

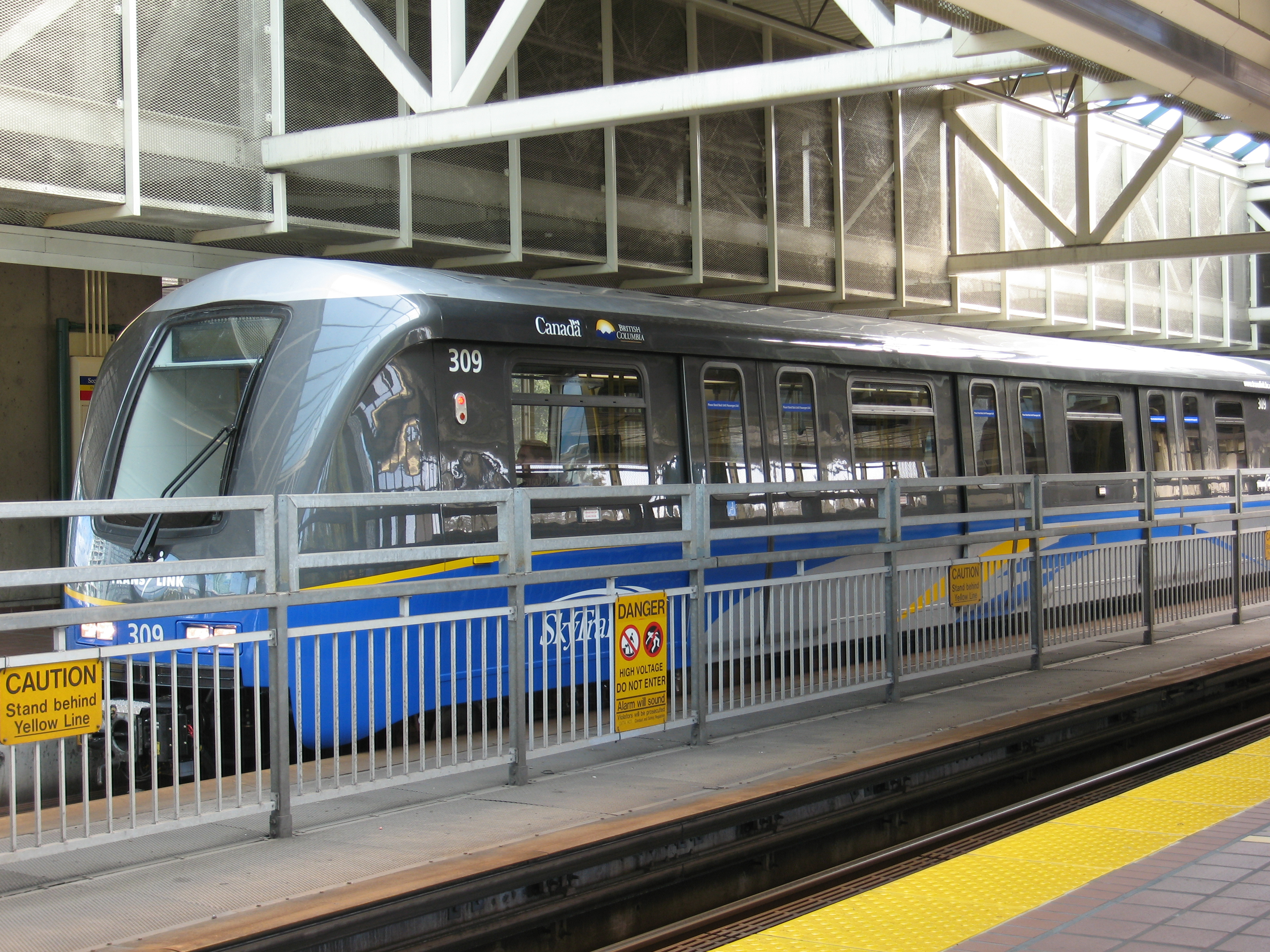
يعتبر سكاي ترين في فانكوفر هو أطول نظام عبور سريع في كندا.

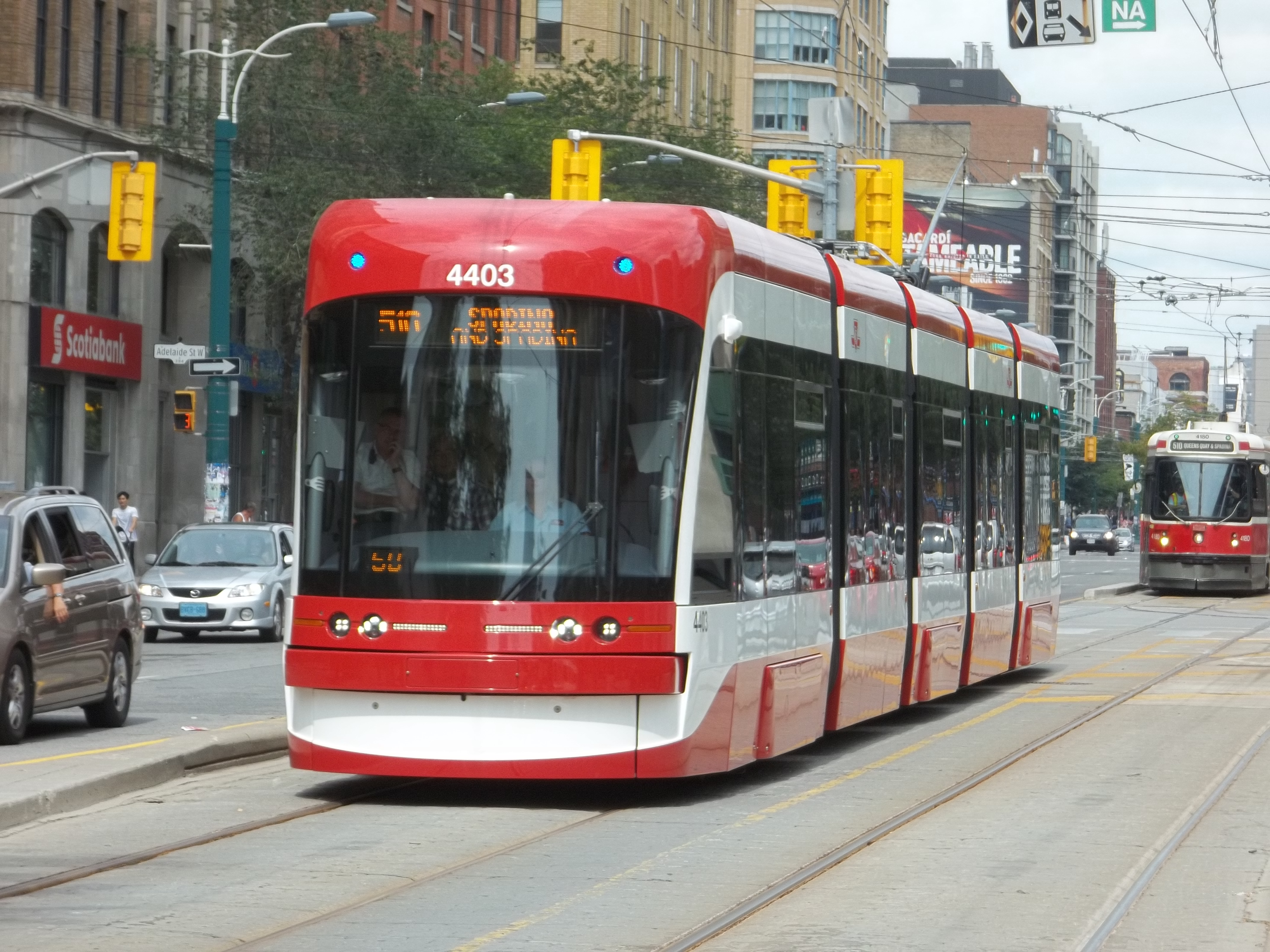
إحدى عربات الترام في تورنتو ، والتي تشغل أكبر خط ترام في أمريكا الشمالية

الترام عبارة عن مركبات محمولة بالسكك الحديدية تعمل في شوارع المدينة أو في مسارات مخصصة. لديهم قدرة أعلى من الحافلات، ولكن يجب أن يتبعوا بنية تحتية مخصصة مع سكك وأسلاك إما فوق أو أسفل المسار، مما يحد من مرونتها.

#### قطار خفيف
القطار الخفيف هو تطوير حديث (واستخدام) للترام، مع حق مرور مخصص لا تتم مشاركته مع حركة المرور الأخرى، (غالبًا) وصول خالي من الدرجات وزيادة السرعة. وبالتالي، فإن خطوط السكك الحديدية الخفيفة هي عبارة عن انترربانات حديثة بشكل أساسي.

##### قطار أحادي الخط

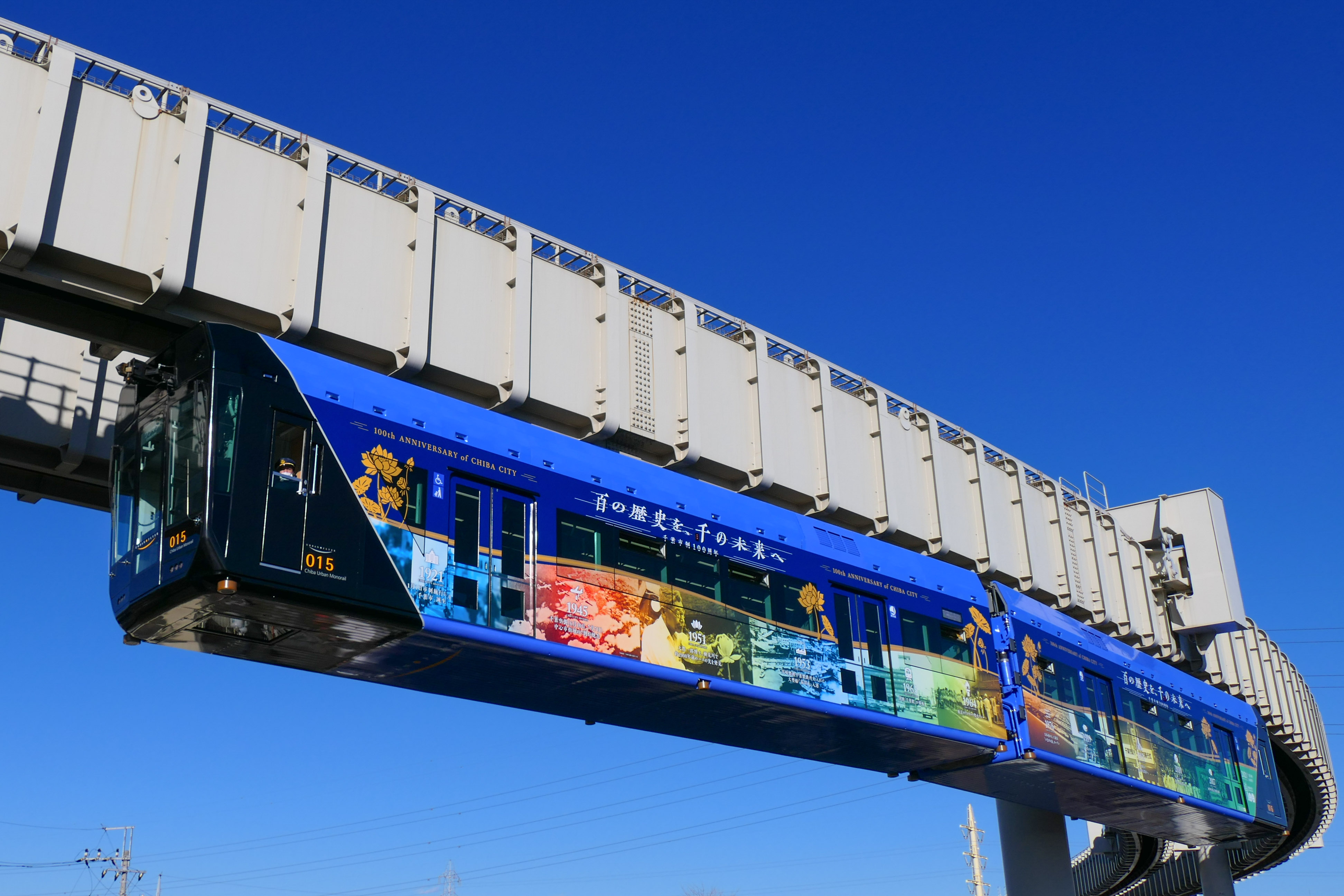
قطار أحادي من تشيبا، اليابان.

في مكان ما بين السكك الحديدية الخفيفة والثقيلة من حيث البصمة الكربونية، عادةً ما تستخدم أنظمة المونوريل مسارات مفردة علوية، إما مثبتة مباشرة على دعامات الجنزير أو وضعت في تصميم علوي مع تعليق القطار.
تُستخدم أنظمة السكك الحديدية الأحادية في جميع أنحاء العالم (خاصة في أوروبا وشرق آسيا، وخاصة اليابان)، ولكن بصرف النظر عن منشآت النقل العام في لاس فيجاس وسياتل، فإن معظم القطارات الأحادية في أمريكا الشمالية هي إما خدمات نقل قصيرة أو خدمات مملوكة للقطاع الخاص (مع 150.000 راكب يوميًا، قد تكون أنظمة القطار الأحادي من Disney المستخدمة في حدائقهم هي الأكثر شهرة في العالم).

### النقل الشخصي السريع

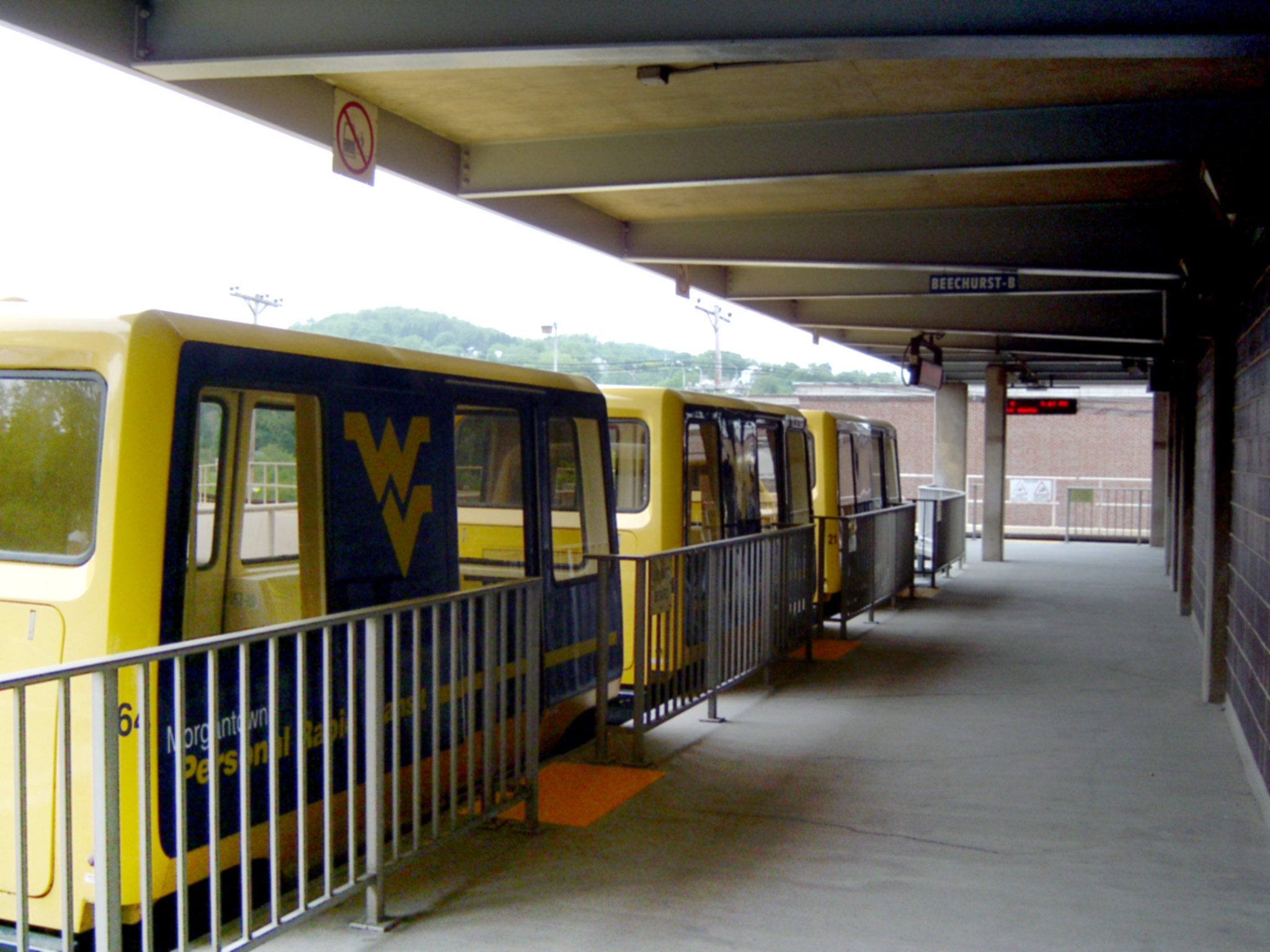
الناس يتحركون في سيارة العبور السريع الشخصي في مورغانتاون

النقل الشخصي السريع هو خدمة كابينة آلية تعمل على قضبان أو مسار توجيهي. هذه طريقة نقل غير مألوفة (باستثناء المصاعد) بسبب تعقيد الأتمتة. قد يوفر النظام المطبق بالكامل معظم راحة السيارات الفردية مع كفاءة النقل العام. يتمثل الابتكار الأساسي في أن المركبات الآلية تحمل عددًا قليلاً فقط من الركاب، وإيقاف التوجيه لنقل الركاب (السماح لمركبات PRT الأخرى بالاستمرار بأقصى سرعة)، وإنزالهم إلى الموقع الذي يختارونه (بدلاً من التوقف عند نقطة توقف)). تُظهر عمليات محاكاة النقل التقليدية أن إعادة الإعمار (PRT) قد تجتذب العديد من مستخدمي السيارات في المناطق الحضرية متوسطة الكثافة التي تعاني من مشاكل. عدد من الأنظمة التجريبية قيد التقدم. يمكن للمرء أن مقارنة النقل السريع الشخصي لأكثر كثيفة العمالة سيارة أجرة أو برترنست وسائل النقل، أو إلى (عن طريق الآلية الآن) المصاعد شيوعا في العديد من المجالات المتاحة للجمهور.

### النقل بالكابلات
النقل الكابلي (CPT) عبارة عن تقنية عبور تنقل الأشخاص في مركبات بدون محركات وبدون محركات ويتم دفعها بواسطة كابل فولاذي. هناك مجموعتان فرعيتان من CPT مصاعد الجندول وعربات التلفريك (السكك الحديدية). يتم دعم ودفع مصاعد الجندول من الأعلى بواسطة الكابلات، في حين يتم دعم عربات التلفريك ودفعها من الأسفل بواسطة الكابلات.

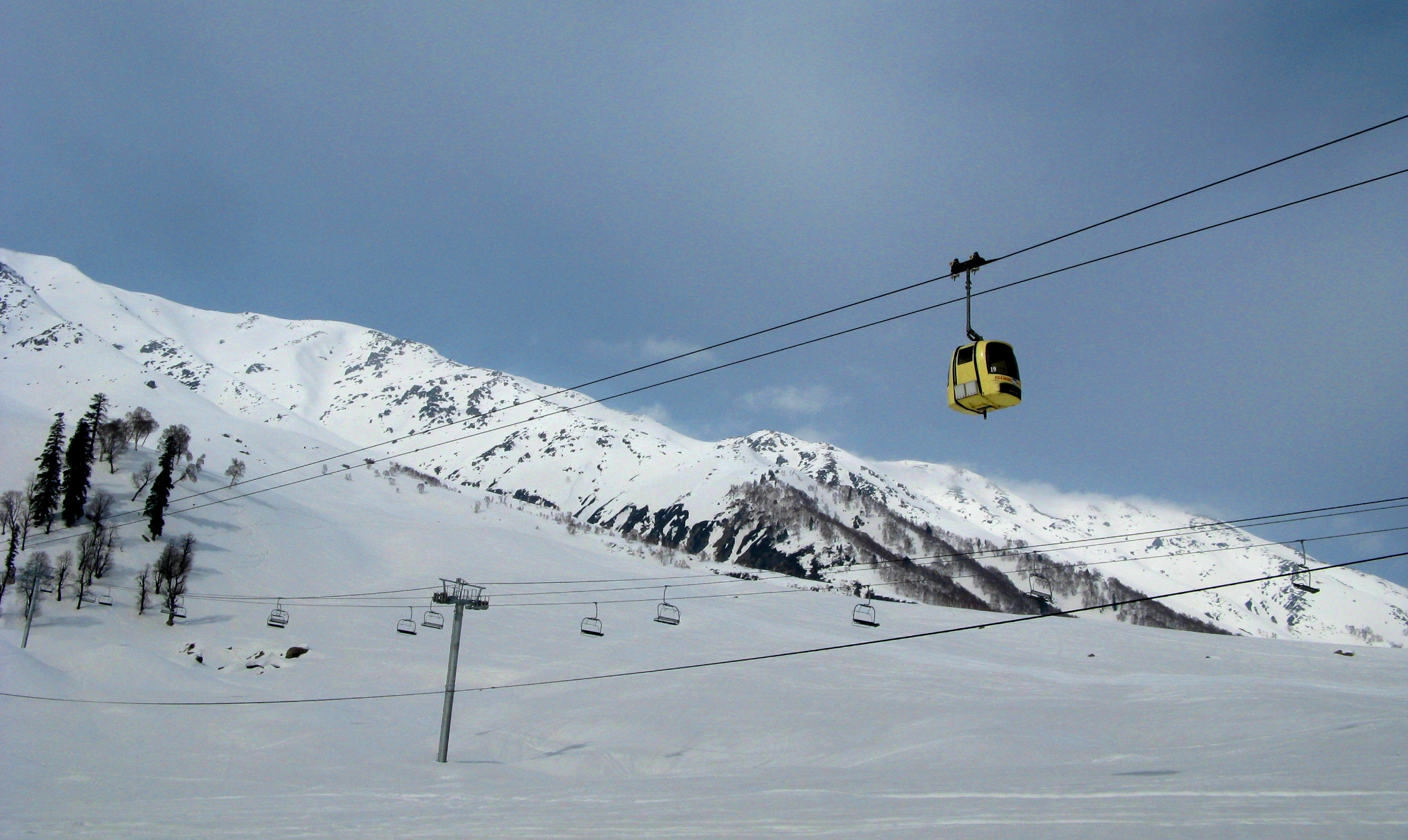
جولمارج جوندولا في جولمارج ، الهند

على الرغم من ارتباطها تاريخيًا بالاستخدام في منتجعات التزلج، إلا أن مصاعد الجندول تجد الآن زيادة في الاستهلاك والاستخدام في العديد من المناطق الحضرية المصممة خصيصًا لأغراض النقل الجماعي. يتم تنفيذ العديد من هذه الأنظمة، إن لم يكن كلها، ودمجها بالكامل في شبكات النقل العام الحالية. ومن الأمثلة على ذلك متروكابل (ميديلين) ومتروكابل (كاراكاس) وترام بورتلاند الجوي وروزفلت آيلاند ترامواي في مدينة نيويورك وخط طيران الإمارات في لندن.

### العبارة

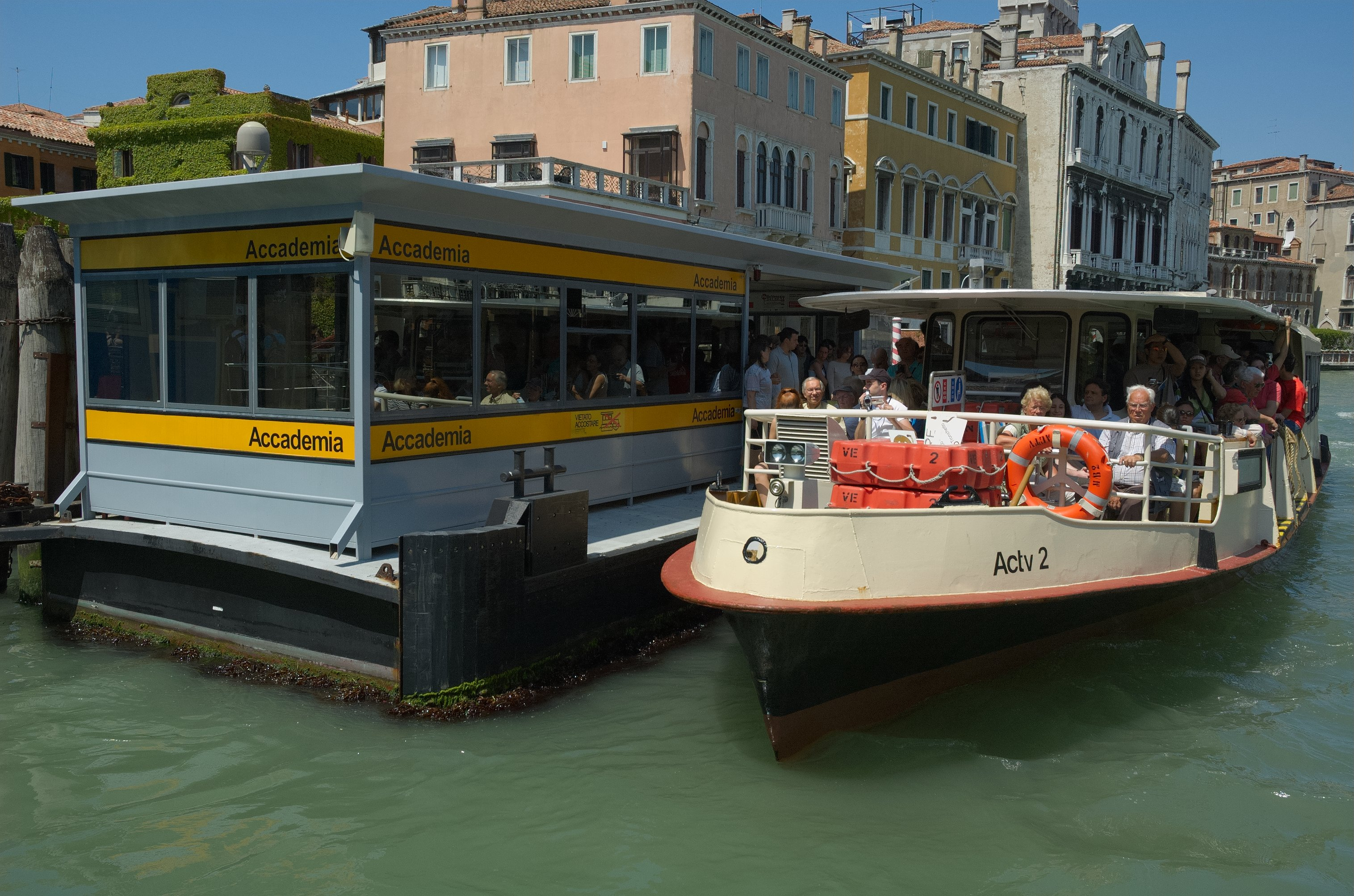
الباص المائي (فابوريتو) البندقية ، إيطاليا

العبارة عبارة عن قارب يستخدم لنقل (أو عبّارة) الركاب، وأحيانًا مركباتهم، عبر مسطح مائي. أحيانًا تسمى عبّارة الركاب التي تسير على الأقدام مع العديد من المحطات بالحافلة المائية. تشكل العبارات جزءًا من أنظمة النقل العام في العديد من المدن والجزر الواقعة بجانب المياه، مما يسمح بالعبور المباشر بين النقاط بتكلفة رأسمالية أقل بكثير من الجسور أو الأنفاق، وإن كان ذلك بسرعة أقل. يمكن أيضًا تسمية اتصالات السفن ذات المسافات الكبيرة (مثل المسافات الطويلة في المسطحات المائية مثل البحر الأبيض المتوسط) بخدمات العبّارات.

### شبكة Cycleway
ذكر تقرير نشرته اللجنة الوطنية للبنية التحتية في المملكة المتحدة في عام 2018 أن «ركوب الدراجات هو وسيلة نقل جماعي ويجب التعامل معها على هذا النحو». عادةً ما يتم توفير البنية التحتية لركوب الدراجات مجانًا للمستخدمين لأن تشغيلها أرخص من أنظمة النقل الميكانيكية التي تستخدم معدات متطورة ولا تستخدم القوة البشرية.

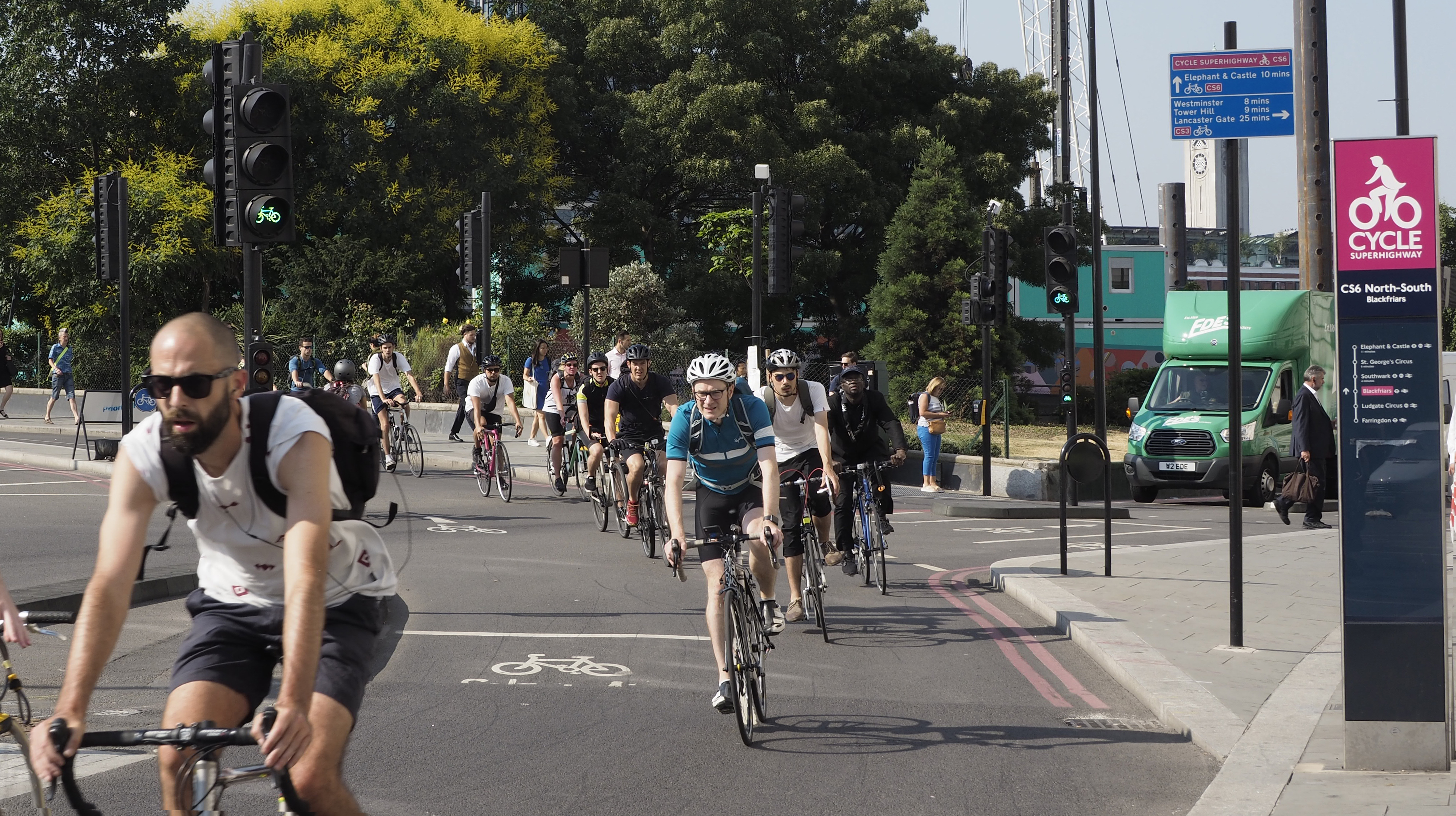
دورة الطريق السريع CS6 هي جزء من البنية التحتية للنقل الجماعي بوسط لندن

## التشغيل

### البنية الاساسية
تعمل جميع وسائل النقل العام على البنية التحتية سواء على الطرق أو السكك الحديدية أو الخطوط الجوية أو الممرات البحرية. يمكن مشاركة البنية التحتية مع وسائط أخرى، مثل الشحن والنقل الخاص، أو يمكن تخصيصها للنقل العام. هذا الأخير له قيمة خاصة في الحالات التي توجد فيها مشاكل في قدرة النقل الخاص. تعتبر الاستثمارات في البنية التحتية باهظة الثمن وتشكل جزءًا كبيرًا من إجمالي التكاليف في الأنظمة الجديدة أو الآخذة في التوسع. بمجرد بناء البنية التحتية، ستتطلب تكاليف تشغيل وصيانة، مما يزيد من التكلفة الإجمالية للنقل العام. في بعض الأحيان، تدعم الحكومات البنية التحتية من خلال توفيرها مجانًا، تمامًا كما هو شائع مع طرق السيارات.

### التقاطعات
التقاطعات هي مواقع يمكن للركاب من خلالها التبديل من طريق نقل عام إلى آخر. قد يكون هذا بين المركبات من نفس الوضع (مثل تبادل الحافلات)، أو على سبيل المثال بين الحافلة والقطار. يمكن أن يكون بين النقل المحلي وبين المدن (مثل محطة مركزية أو مطار)

### الجداول الزمنية
يتم توفير الجداول الزمنية (أو «الجداول» باللغة الإنجليزية لأمريكا الشمالية) من قبل مشغل النقل للسماح للمستخدمين بالتخطيط لرحلاتهم. غالبًا ما يتم استكمالها بالخرائط وخطط الأسعار لمساعدة المسافرين على تنسيق سفرهم. يساعد مخططو طرق النقل العام عبر الإنترنت في تسهيل التخطيط. تتوفر تطبيقات الأجهزة المحمولة لأنظمة النقل المتعددة التي توفر جداول زمنية ومعلومات خدمة أخرى، وفي بعض الحالات، تسمح بشراء التذاكر، وبعضها يسمح بالتخطيط لرحلتك، مع مناطق الأسعار الزمنية على سبيل المثال
غالبًا ما يتم ترتيب الخدمات للعمل على فترات منتظمة طوال اليوم أو جزء من اليوم (المعروف باسم جدولة وجه الساعة). في كثير من الأحيان، يتم تشغيل خدمات أكثر تواترًا أو حتى طرقًا إضافية خلال ساعات الذروة الصباحية والمسائية. التنسيق بين الخدمات في نقاط التبادل مهم لتقليل إجمالي وقت السفر للركاب. يمكن القيام بذلك عن طريق تنسيق خدمات النقل مع الطرق الرئيسية، أو عن طريق تحديد وقت ثابت (على سبيل المثال مرتين في الساعة) عندما تلتقي جميع خطوط الحافلات والسكك الحديدية في المحطة وتتبادل الركاب. غالبًا ما يكون هناك تعارض محتمل بين هذا الهدف والاستفادة المثلى من المركبات والسائقين.

### التمويل
المصادر الرئيسية للتمويل هي إيرادات التذاكر والإعانات الحكومية والإعلانات. تُعرف النسبة المئوية للإيرادات من رسوم الركاب بنسبة استرداد صندوق الأجرة. قد يأتي مبلغ محدود من الدخل من تطوير الأراضي وإيرادات الإيجار من المتاجر والبائعين، ورسوم وقوف السيارات، وتأجير الأنفاق وحقوق الطريق لنقل خطوط اتصالات الألياف البصرية.

#### الأجرة وحجز التذاكر

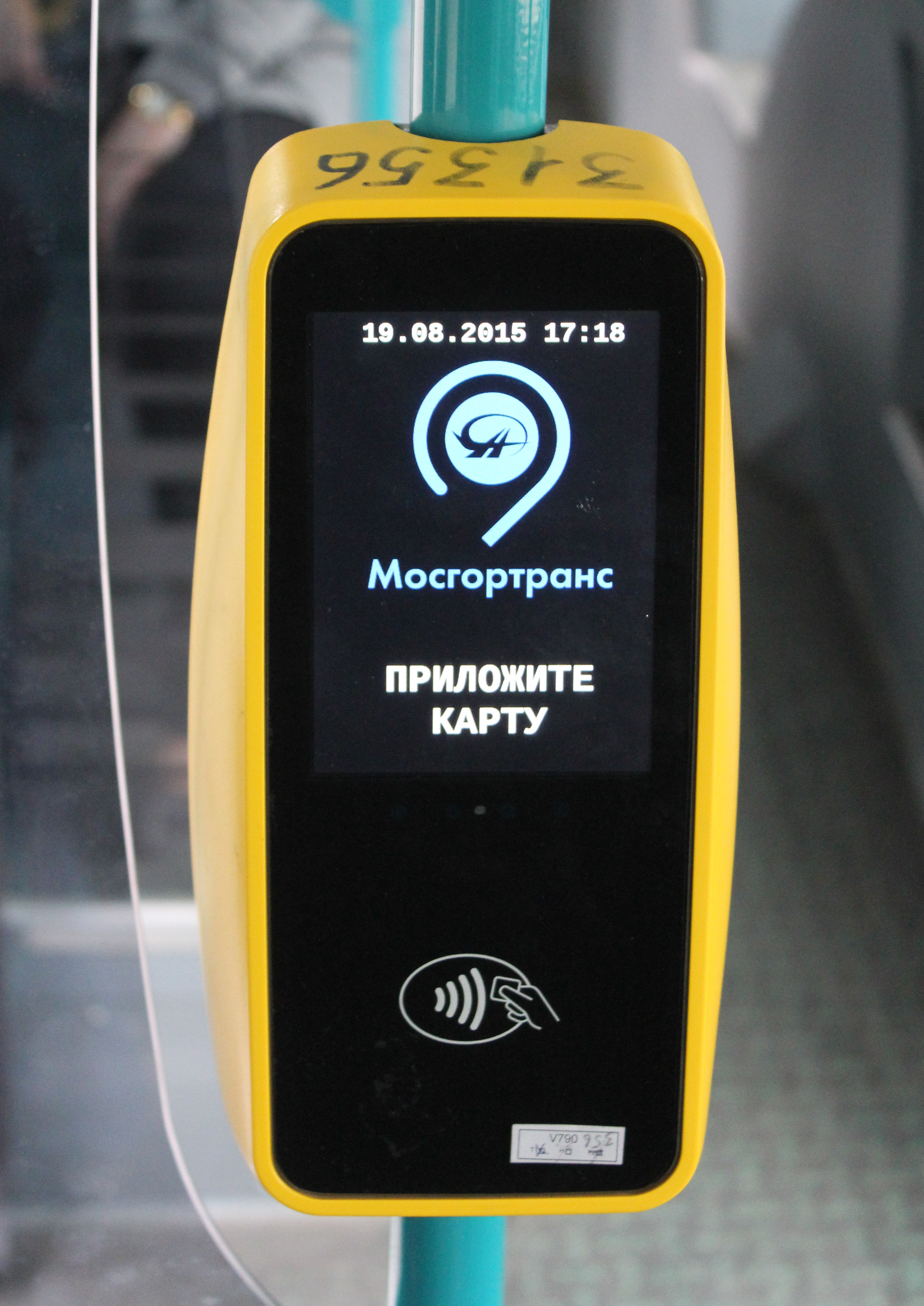
أداة التحقق من صحة التذاكر اللاتلامسية المستخدمة في موسكو ، روسيا

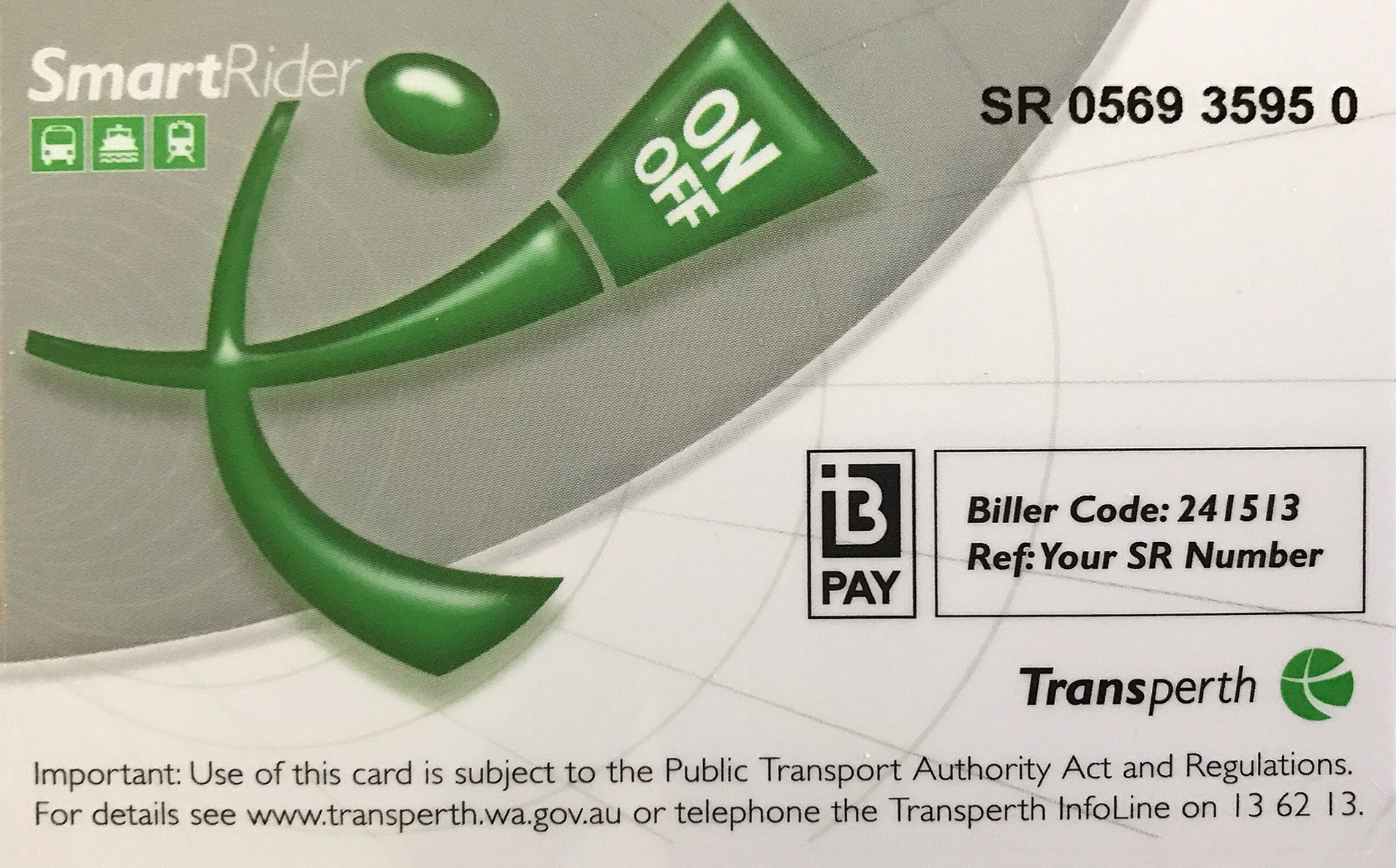
SmartRider هي بطاقة ذكية لتذاكر النقل العام في بيرث ، أستراليا الغربية

تتطلب معظم وسائل النقل العام - وليس كلها - شراء تذكرة لتوليد إيرادات للمشغلين. يمكن شراء التذاكر مقدمًا أو في وقت الرحلة، أو قد يسمح الناقل لكلا الطريقتين. قد يتم إصدار تذكرة ورقية للمسافرين أو رمز معدني أو بلاستيكي أو بطاقة ممغنطة أو إلكترونية (بطاقة ذكية أو بطاقة ذكية بدون تلامس). في بعض الأحيان يجب التحقق من صحة التذكرة، على سبيل المثال يجب ختم التذكرة الورقية، أو يجب تسجيل الوصول إلى التذكرة الإلكترونية.
قد تكون التذاكر صالحة لرحلة واحدة (أو ذهابًا وإيابًا)، أو صالحة في منطقة معينة لفترة زمنية (انظر تصريح العبور). تعتمد الأجرة على درجة السفر، إما اعتمادًا على المسافة المقطوعة، أو بناءً على أسعار المنطقة.
قد يتعين إظهار التذاكر أو التحقق منها تلقائيًا في منصة المحطة أو عند الصعود إلى الطائرة أو أثناء الركوب بواسطة موصل. قد يختار المشغلون التحكم في جميع الركاب، مما يسمح ببيع التذكرة في وقت الركوب. بدلاً من ذلك، يسمح نظام إثبات الدفع للركاب بدخول المركبات دون إظهار التذكرة، ولكن قد يتم التحكم في الركاب من قبل مراقب التذاكر أو قد لا يتم ذلك ؛ إذا فشل الراكب في إظهار دليل على الدفع، فيجوز للمشغل فرض غرامة على الراكب بما يعادل قيمة الأجرة.
تسمح التذاكر متعددة الاستخدامات بالسفر أكثر من مرة. بالإضافة إلى تذاكر العودة، يشمل ذلك بطاقات الفترة التي تسمح بالسفر داخل منطقة معينة (على سبيل المثال بطاقات الشهر)، أو خلال عدد معين من الأيام التي يمكن اختيارها خلال فترة زمنية أطول (على سبيل المثال ثمانية أيام في غضون شهر). تستهدف التصاريح السياح ، وتسمح بالدخول المجاني أو المخفض للعديد من مناطق الجذب السياحي، وعادةً ما تشمل وسائل النقل العام بدون أجرة داخل المدينة. قد تكون تذاكر الفترة الزمنية لطريق معين (في كلا الاتجاهين)، أو لشبكة كاملة. يُمنح أحيانًا تصريح سفر مجاني يسمح بالسفر المجاني وغير المحدود داخل النظام لقطاعات اجتماعية معينة، على سبيل المثال الطلاب وكبار السن والأطفال والموظفين (تذكرة عمل ) والمعاقين جسديًا أو عقليًا.
يتم تمويل خدمات النقل العام بدون أجرة بالكامل بوسائل أخرى غير تحصيل أجرة من الركاب، عادة من خلال دعم كبير أو رعاية تجارية من قبل الشركات. قامت العديد من المدن الأوروبية متوسطة الحجم والعديد من المدن الصغيرة حول العالم بتحويل شبكات حافلاتها بالكامل إلى صفر أجرة. العاصمة الأوروبية الوحيدة التي بها مواصلات عامة مجانية هي تالين. تعد الحافلات المكوكية المحلية بدون أجرة أو حلقات المدينة الداخلية أكثر شيوعًا من الأنظمة على مستوى المدينة. هناك أيضًا أجهزة تعميم بالمطارات بدون أجرة وأنظمة نقل جامعية.

#### الإيرادات والأرباح والإعانات
قد تأخذ الإعانات شكل مدفوعات مباشرة للخدمات غير المربحة مالياً، لكن الدعم قد يشمل أيضاً إعانات غير مباشرة. على سبيل المثال، قد تسمح الحكومة بالاستخدام المجاني أو المنخفض التكلفة للبنية التحتية المملوكة للدولة مثل السكك الحديدية والطرق، لتحفيز القدرة التنافسية الاقتصادية للنقل العام على النقل الخاص، الذي عادة ما يكون لديه أيضًا بنية تحتية مجانية (مدعومة من خلال أشياء مثل ضرائب الغاز). تشمل الإعانات الأخرى المزايا الضريبية (على سبيل المثال لا يتم فرض ضرائب على وقود الطائرات عادة)، وعمليات الإنقاذ إذا كان من المحتمل أن تنهار الشركات (غالبًا ما يتم تطبيقها على شركات الطيران) وتقليل المنافسة من خلال خطط الترخيص (غالبًا ما يتم تطبيقها على سيارات الأجرة وشركات الطيران).عادة ما يتم دعم النقل الخاص بشكل غير مباشر من خلال الطرق والبنية التحتية المجانية،  بالإضافة إلى الحوافز لبناء مصانع للسيارات  وفي بعض الأحيان، بشكل مباشر عن طريق إنقاذ شركات صناعة السيارات.
يمكن تهيئة مخططات تطوير الأراضي، حيث يتم منح المشغلين حقوق استخدام الأراضي بالقرب من المحطات أو المستودعات أو المسارات لتطوير الممتلكات. على سبيل المثال ، في هونغ كونغ ، تحقق شركة MTR المحدودة وشركة KCR أرباحًا إضافية من تطوير الأراضي لتغطية جزئيًا تكلفة إنشاء نظام السكك الحديدية في المناطق الحضرية.
يعتقد بعض مؤيدي النقل الجماعي أن استخدام رأس مال دافعي الضرائب لتمويل النقل الجماعي سيوفر في النهاية أموال دافعي الضرائب بطرق أخرى، وبالتالي ، فإن النقل الجماعي الذي تموله الدولة هو فائدة لدافعي الضرائب. وقد دعمت بعض الأبحاث هذا الموقف، لكن قياس الفوائد والتكاليف مسألة معقدة ومثيرة للجدل. يؤدي نقص النقل الجماعي إلى المزيد من حركة المرور والتلوث، وبناء الطرق لاستيعاب المزيد من المركبات، وكلها مكلفة لدافعي الضرائب; وبالتالي فإن توفير النقل الجماعي سيخفف من هذه التكاليف. على الرغم من أن الآخرين يختلفون

### السلامة والأمن

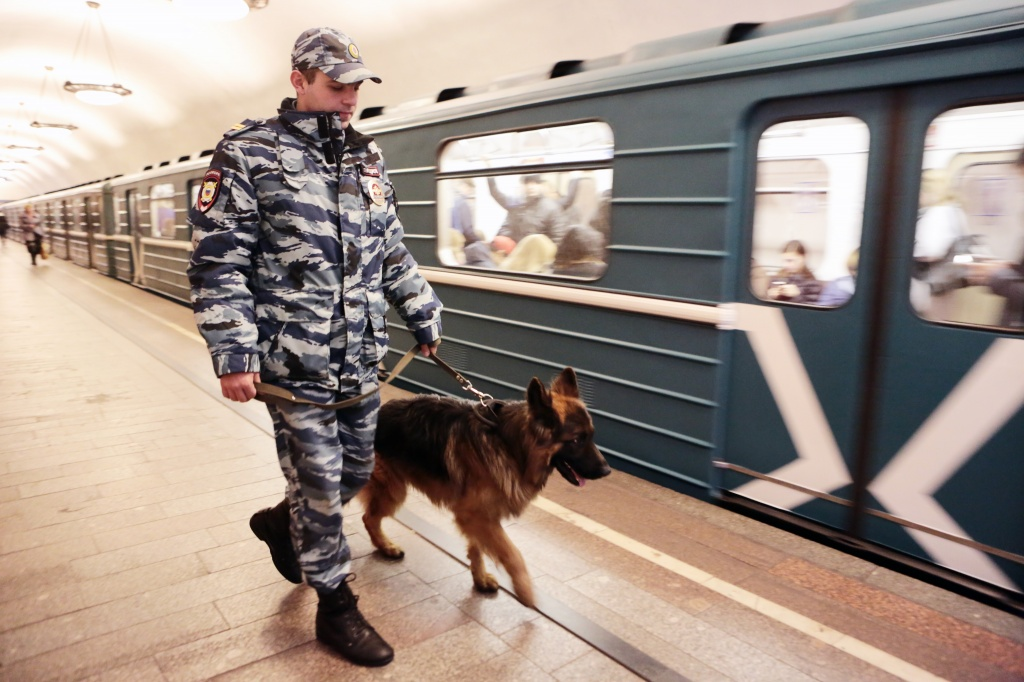
ضابط شرطة وكلب بوليسي يقومون بدوريات في منصة مترو بموسكو.

بالمقارنة مع أشكال النقل الأخرى، فإن النقل العام آمن (مع مخاطر اصطدام منخفضة) وآمن (مع معدلات منخفضة للجريمة). يبلغ معدل الإصابات والوفيات في وسائل النقل العام عُشر معدل السفر بالسيارات. أشارت دراسة أجريت عام 2014 إلى أن "سكان المجتمعات العابرة التوجه لديهم حوالي خُمس معدل الإصابات للفرد الواحد كما هو الحال في المجتمعات الموجهة للسيارات" وأن "النقل العام يميل أيضًا إلى انخفاض معدلات الجريمة الإجمالية مقارنة بالسفر بالسيارات، ويمكن تحسينات النقل العابر" المساعدة في الحد من مخاطر الجريمة بشكل عام من خلال تحسين المراقبة والفرص الاقتصادية للسكان المعرضين للخطر ".
على الرغم من أنها آمنة ومأمونة نسبيًا، إلا أن التصورات العامة بأن أنظمة النقل خطرة لا تزال قائمة. ذكرت دراسة أجريت عام 2014 أن «عوامل مختلفة تسهم في التقليل من الفوائد المتعلقة بسلامة المرور العابر، بما في ذلك طبيعة السفر العابر، والتغطية الإخبارية الدرامية لحوادث وجرائم المرور العابر، ورسائل وكالات النقل التي تؤكد دون قصد على المخاطر دون تقديم معلومات عن سلامتها العامة، والتحليل المتحيز للسلامة المرورية».
تجذب بعض الأنظمة المتشردين الذين يستخدمون المحطات أو القطارات كملاجئ للنوم، على الرغم من أن معظم المشغلين لديهم ممارسات لا تشجع على ذلك.

## التأثير

### سهولة الوصول
وسائل النقل العام هي وسيلة نقل مستقلة للأفراد (بدون المشي أو ركوب الدراجات) مثل الأطفال الذين لا يستطيعون القيادة، وكبار السن الذين لا يستطيعون الوصول إلى السيارات، وأولئك الذين لا يحملون رخصة قيادة، والعجزة مثل مستخدمي الكراسي المتحركة. ركعت الحافلات، والوصول إلى الأرضية المنخفضة على متن الحافلات والسكك الحديدية الخفيفة، مما أتاح أيضًا وصولًا أكبر للمعاقين في التنقل. في العقود الأخيرة، تم دمج الوصول إلى الأرضية المنخفضة في التصاميم الحديثة للمركبات. في المناطق المحرومة اقتصاديًا، تزيد وسائل النقل العام من إمكانية وصول الأفراد إلى وسائل النقل حيث لا يمكن تحمل تكلفة الوسائل الخاصة.

### بيئي
على الرغم من استمرار الجدل حول الكفاءة الحقيقية لأنماط النقل المختلفة ، إلا أن النقل الجماعي يعتبر بشكل عام أكثر كفاءة في استخدام الطاقة من أشكال السفر الأخرى. وجدت دراسة أجريت عام 2002 من قبل معهد بروكينغز ومعهد أمريكان إنتربرايز أن وسائل النقل العام في الولايات المتحدة تستخدم ما يقرب من نصف الوقود المطلوب للسيارات وسيارات الدفع الرباعي والشاحنات الخفيفة. بالإضافة إلى ذلك ، أشارت الدراسة إلى أن «المركبات الخاصة تنبعث منها حوالي 95 بالمائة أكثر من أول أكسيد الكربون ، و 92 بالمائة أكثر من المركبات العضوية المتطايرة وحوالي ضعف ثاني أكسيد الكربون وأكسيد النيتروجين من المركبات العامة لكل ميل مسافر».

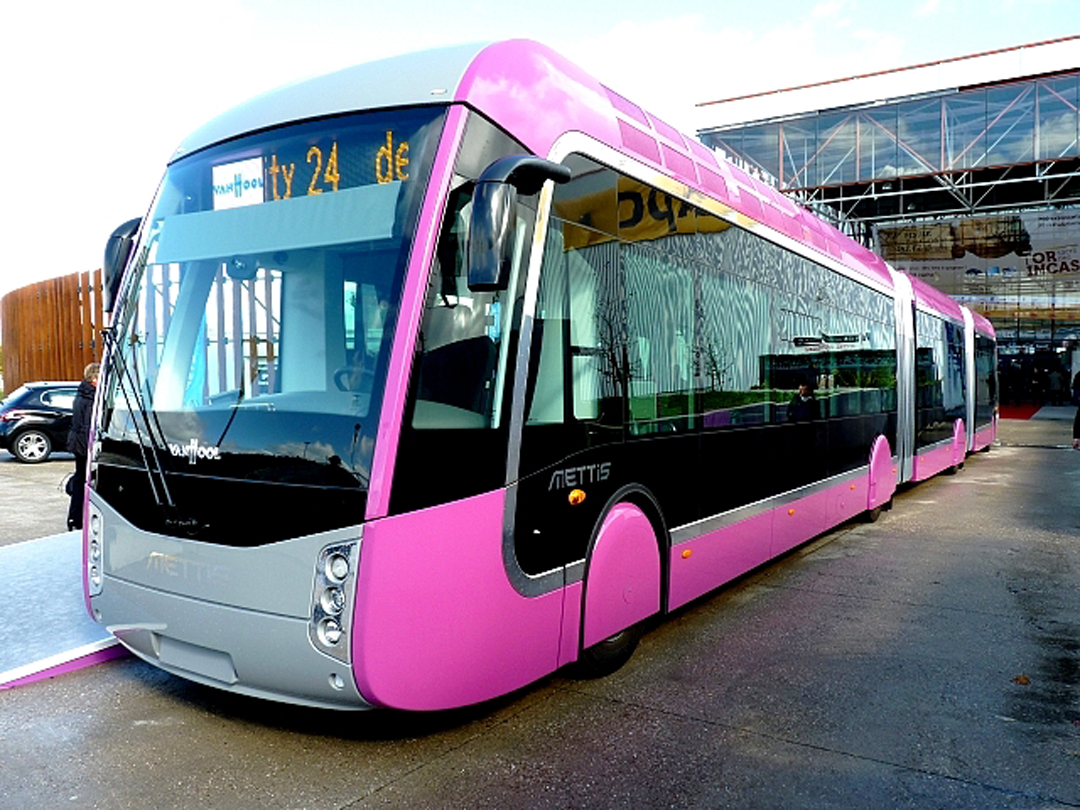
يستخدم النقل السريع للحافلة الوردية في Metz نظام قيادة هجين يعمل بالديزل والكهرباء ، تم تطويره بواسطة الشركة المصنعة البلجيكية Van Hool.

أظهرت الدراسات أن هناك علاقة عكسية قوية بين كثافة السكان في المناطق الحضرية ونصيب الفرد من استهلاك الطاقة، وأن النقل العام يمكن أن يسهل زيادة الكثافة السكانية في المناطق الحضرية، وبالتالي تقليل مسافات السفر واستهلاك الوقود الأحفوري.
عادة ما يدافع أنصار الحركة الخضراء عن وسائل النقل العام، لأنها توفر التلوث الجوي المنخفض مقارنة بالسيارات. تعمل دراسة أجريت في ميلانو بإيطاليا في عام 2004 أثناء وبعد إضراب النقل على توضيح تأثير النقل الجماعي على البيئة. تم أخذ عينات من الهواء بين 2 و 9 يناير، ثم تم اختبارها بحثًا عن الميثان وأول أكسيد الكربون والهيدروكربونات غير الميثانية والغازات الأخرى التي تم تحديدها على أنها ضارة بالبيئة. الشكل أدناه هو محاكاة حاسوبية تظهر نتائج الدراسة «حيث أظهر 2 يناير أدنى تركيزات نتيجة لانخفاض النشاط في المدينة خلال موسم العطلات. أظهر 9 يناير أعلى تركيزات NMHC بسبب زيادة نشاط المركبات في المدينة بسبب إضراب النقل العام».
بناءً على فوائد النقل العام، أثرت الحركة الخضراء على السياسة العامة. على سبيل المثال، أصدرت ولاية نيو جيرسي «الشروع في العمل: إعادة توصيل الوظائف بالترانزيت». تحاول هذه المبادرة نقل وظائف جديدة إلى مناطق ذات إمكانية وصول أعلى إلى وسائل النقل العام. تشير المبادرة إلى استخدام وسائل النقل العام كوسيلة للحد من الازدحام المروري ، وتوفير دفعة اقتصادية لمناطق نقل الوظائف ، والأهم من ذلك، المساهمة في بيئة خضراء من خلال تقليل انبعاثات ثاني أكسيد الكربون (CO 2).

وجدت دراسة استقصائية أجراها بنك التنمية الأوروبي أن غالبية الأوروبيين أرادوا إعطاء الأولوية للنقل العام في سياسات التخفيف من آثار تغير المناخ.

يمكن أن يؤدي استخدام وسائل النقل العام إلى تقليل البصمة الكربونية للفرد. شخص واحد ، 20 ميل (32 كـم) ذهابا وإيابا بالسيارة يمكن استبدال استخدام وسائل النقل العام ونتيجة في صافي تخفيض CO 2 انبعاثات 4,800 رطل (2,200 كـغ) في السنة. استخدام وسائل النقل العام يوفر CO 2 انبعاثات بطرق أكثر من مجرد السفر وسائل النقل العام يمكن أن يساعد على تخفيف الازدحام المروري فضلا عن تعزيز زيادة كفاءة استخدام الأراضي. وعند النظر إلى كل ثلاثة من هذه، وتشير التقديرات إلى أن 37 مليون طن متري من CO 2 سيتم حفظ سنويا. آخر المطالبات الدراسة أن استخدام النقل العام بدلا من القطاع الخاص في الولايات المتحدة في عام 2005 قد خفض انبعاثات CO 2 بنسبة 3.9 مليون طن متري وأن الحد من الازدحام المروري الناتج عن ذلك يمثل 3.0 إضافية أنقذت مليون طن متري من CO 2.  هذا هو إجمالي التوفير حوالي 6.9 مليون طن متري سنويًا وفقًا لقيم 2005.
من أجل مقارنة تأثير الطاقة لوسائل النقل العام بالنقل الخاص ، يجب حساب كمية الطاقة لكل ميل راكب. السبب في أن مقارنة نفقات الطاقة لكل شخص ضروري هو تطبيع البيانات لسهولة المقارنة. هنا، الوحدات في كل 100 p-km (يُقرأ على أنها كيلومتر شخص أو كيلومتر مسافر). من حيث استهلاك الطاقة ، تعتبر وسائل النقل العام أفضل من النقل الفردي في السيارة الشخصية. في إنجلترا، تعتبر الحافلات والقطارات من وسائل النقل العام الشائعة، خاصة في لندن. توفر السكك الحديدية حركة سريعة من وإلى مدينة لندن بينما تساعد الحافلات في توفير النقل داخل المدينة نفسها. اعتبارًا من 2006-2007، كانت تكلفة الطاقة الإجمالية لقطارات لندن 15 كيلو واط في الساعة لكل 100 نقطة في الكيلومتر، أي حوالي 5 مرات أفضل من تكلفة السيارة الشخصية. بالنسبة للحافلات في لندن، كانت 32 كيلو واط ساعة لكل 100 كيلومتر في الكيلومتر، أو حوالي 2.5 مرة مقارنة بالسيارة الشخصية. يتضمن ذلك الإضاءة ، والمستودعات، وأوجه القصور بسبب السعة (على سبيل المثال ، قد لا يعمل القطار أو الحافلة بكامل طاقتها في جميع الأوقات)، وأوجه عدم الكفاءة الأخرى. كانت كفاءات النقل في اليابان في عام 1999 68 كيلو واط ساعة لكل 100 كيلومتر لكل كيلومتر للسيارة الشخصية ، 19 كيلو واط ساعة لكل 100 كيلومتر لكل كيلومتر للحافلة ، 6 كيلو واط ساعة لكل 100 كيلومتر لكل كيلومتر للسكك الحديدية، 51 كيلو واط ساعة لكل 100 بيكومتر للهواء، و57 كيلو واط ساعة لكل 100 كيلومتر في البحر. يمكن استخدام هذه الأرقام من أي من البلدين في حسابات مقارنة الطاقة أو حسابات تقييم دورة الحياة.
توفر وسائل النقل العام أيضًا ساحة لاختبار بدائل الوقود الصديقة للبيئة، مثل المركبات التي تعمل بالهيدروجين. سيؤدي استبدال المواد لإنشاء مركبات نقل عام أخف وزناً بنفس الأداء أو أفضل إلى زيادة التوافق البيئي لمركبات النقل العام مع الحفاظ على المعايير الحالية أو تحسينها. يعد إعلام الجمهور بالآثار البيئية الإيجابية لاستخدام وسائل النقل العام بالإضافة إلى توضيح الفوائد الاقتصادية المحتملة خطوة أولى مهمة نحو إحداث فرق.

#### استخدام الأراضي

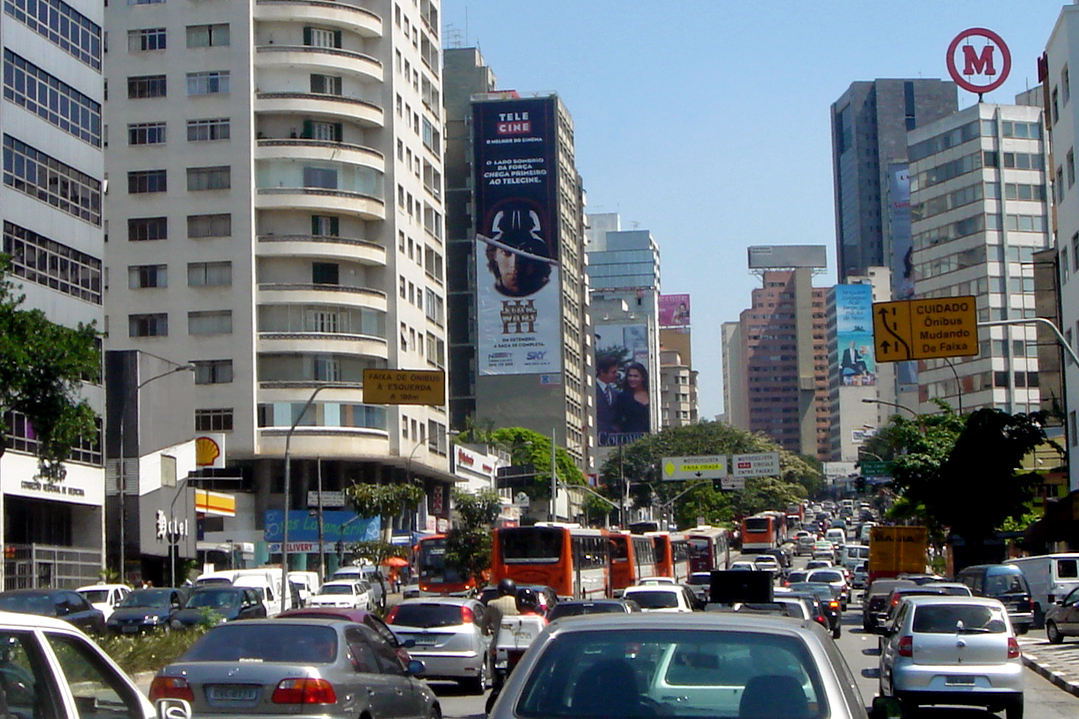
ازدحام مروري في ساو باولو ، البرازيل

تعزز المناطق الكثيفة ذات الاستخدامات المختلطة للأراضي استخدام وسائل النقل العام اليومية بينما يرتبط الزحف العمراني باستخدام متقطع لوسائل النقل العام. وجدت دراسة استقصائية أوروبية حديثة متعددة المدن أن البيئات الحضرية الكثيفة، وخدمات النقل العام الموثوقة والميسورة التكلفة، والحد من المركبات الآلية في المناطق عالية الكثافة في المدن ستساعد على تحقيق الترويج المطلوب بشدة لاستخدام وسائل النقل العام.
تعد المساحة الحضرية سلعة ثمينة ويستخدمها النقل العام بشكل أكثر كفاءة من المجتمع المهيمن على السيارات ، مما يسمح ببناء المدن بشكل أكثر إحكاما مما لو كانت تعتمد على النقل بالسيارات. إذا كان تخطيط النقل العام في صميم التخطيط الحضري، فسوف يجبر أيضًا المدن على أن يتم بناؤها بشكل أكثر إحكاما لإنشاء تغذية فعالة في المحطات ومحطات النقل. سيسمح هذا في نفس الوقت بإنشاء مراكز حول المحاور ، تخدم الاحتياجات التجارية اليومية للركاب والخدمات العامة. هذا النهج يقلل بشكل كبير من الزحف العمراني. قد يكون تخطيط الأراضي العامة للنقل العام أمرًا صعبًا، لكن المنظمات الحكومية والإقليمية هي المسؤولة عن تخطيط وتحسين طرق وطرق النقل العام. مع ازدهار أسعار الأراضي العامة ، يجب أن تكون هناك خطة لاستخدام الأرض بكفاءة أكبر في وسائل النقل العام من أجل إنشاء أنظمة نقل أفضل. يؤدي الاستخدام غير الفعال للأراضي وسوء التخطيط إلى انخفاض إمكانية الوصول إلى الوظائف والتعليم والرعاية الصحية.

### مجتمعية
إن الدولة المتقدمة ليست مكانًا يمتلك فيه الفقراء سيارات؛ إنه المكان الذي يستخدم فيه الأثرياء وسائل النقل العام - إنريكي بينالوسا، عمدة بوغوتا السابق 
العواقب بالنسبة للمجتمع الأوسع والحياة المدنية، هي أن وسائل النقل العام تكسر الحواجز الاجتماعية والثقافية بين الناس في الحياة العامة. يتمثل أحد الأدوار الاجتماعية المهمة التي تلعبها وسائل النقل العام في ضمان قدرة جميع أفراد المجتمع على السفر دون المشي أو ركوب الدراجات، وليس فقط أولئك الذين لديهم رخصة قيادة وإمكانية الوصول إلى سيارة - والتي تشمل مجموعات مثل الشباب، وكبار السن، والفقراء وذوي الحالات المرضية والممنوعين من القيادة. الاعتماد على السيارات هو اسم يطلقه صانعو السياسات على الأماكن التي لا يستطيع فيها الأشخاص الذين لا يمكنهم الوصول إلى سيارة خاصة الوصول إلى التنقل المستقل. تساهم هذه التبعية في تقسيم النقل.
علاوة على ذلك، تتيح وسائل النقل العام لمستخدميها إمكانية مقابلة أشخاص آخرين، حيث لا يتم تحويل أي تركيز عن التفاعل مع زملائهم المسافرين بسبب أي أنشطة توجيه. إضافة إلى ما سبق ذكره، تصبح وسائل النقل العام موقعًا للقاءات بين المجتمعات عبر جميع حدود الانتماء الاجتماعي والعرقي وأنواع أخرى من الانتماء.

### اقتصادي

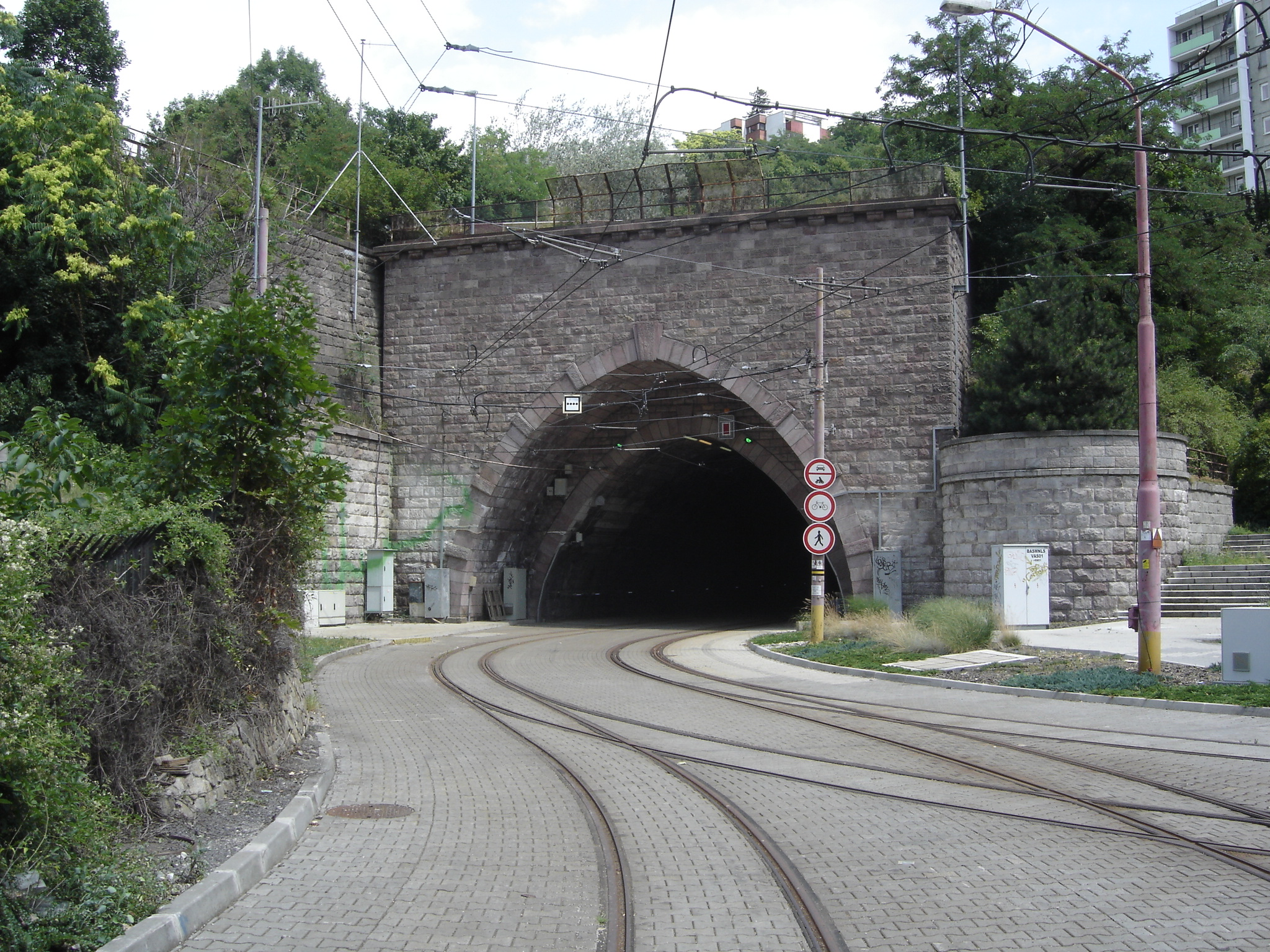
نفق الترام في براتيسلافا ، سلوفاكيا - صلة الجسر بوسط المدينة

الاستثمار في النقل العام له آثار إيجابية ثانوية على الاقتصاد المحلي، حيث يتراوح ما بين 4 دولارات  و 9 دولارات للنشاط الاقتصادي ناتج عن كل دولار يتم إنفاقه. تعتمد العديد من الشركات على الوصول إلى نظام النقل، لا سيما في المدن والبلدان حيث يكون الوصول إلى السيارات أقل انتشارًا ، وقد لا تتمكن الشركات التي تتطلب عددًا كبيرًا من الأشخاص الذين يذهبون إلى نفس المكان من استيعاب عدد كبير من السيارات (أماكن الحفلات الموسيقية ، أو الملاعب الرياضية، أو المطارات، أو مراكز المعارض)، أو الشركات التي لا يستطيع الأشخاص فيها استخدام السيارة (الحانات، أو المستشفيات، أو الصناعات في قطاع السياحة التي قد لا يمتلك عملاؤها سياراتهم). تؤثر أنظمة النقل أيضًا على الأعمال المشتقة: فقد تم إنشاء مواقع الويب التجارية ، مثل Hopstop.com ، والتي تعطي التوجيهات من خلال أنظمة النقل الجماعي؛ في بعض المدن ، مثل لندن ، تعتبر المنتجات ذات الطابع الخاص بنظام النقل المحلي من الهدايا التذكارية السياحية الشهيرة. تُظهر الأبحاث في منطقة واشنطن العاصمة أن النقل العام يقوم بعمل أفضل في تزويد السكان ذوي المهارات العالية بإمكانية الوصول إلى وظائف عالية المهارات مقارنةً بالمقيمين ذوي المهارات المتوسطة في الوظائف ذات المهارات المتوسطة والمقيمين ذوي المهارات المنخفضة في الوظائف ذات المهارات المنخفضة.

## القضايا الاجتماعية
نظرًا لأن القطارات الليلية أو الحافلات يمكن أن تكون أرخص من الموتيلات، يستخدم المشردون هذه الأماكن أحيانًا كملاجئ ليلية، كما هو الحال مع الخط 22 الشهير («فندق 22») في وادي السيليكون.

## روابط خارجية
- الرابطة الدولية للنقل العام
- جمعية السكك الحديدية عالية السرعة الأمريكية